# Monstro É Aquele Que Não Sabe Amar — os Filhos Abandonados da Pátria Que Os Pariu
Monstro É Aquele que não Sabe Amar — os Filhos Abandonados da Pátria que os Pariu foi o enredo apresentado pela Beija-Flor no desfile das escolas de samba do Rio de Janeiro do carnaval de 2018, com o qual a escola conquistou o seu 14.º título de campeã do carnaval carioca, três anos após a conquista anterior, em 2015. O enredo da escola faz uma analogia entre a obra Frankenstein (que completou duzentos anos de lançamento em 2018) e as mazelas sociais do Brasil, traçando um paralelo entre a criatura da história de Mary Shelley, que foi abandonada pelo seu criador, e os problemas sociais brasileiros, que, na visão do enredo, são frutos do abandono da população por parte dos governantes. O enredo foi assinado por Marcelo Misailidis, Laíla, Cid Carvalho, Bianca Behrends, Victor Santos, Rodrigo Pacheco e Léo Mídia.
A Beija-Flor foi a sexta e última escola a se apresentar na segunda noite do Grupo Especial, iniciando seu desfile na madrugada da terça-feira de carnaval, dia 13 de fevereiro de 2018. A escola apostou numa mudança de estilo, abandonando o luxo que caracterizou suas apresentações anteriores e investindo num desfile mais teatralizado e pouco carnavalesco. As mudanças, sugeridas pelo conselheiro da escola, Gabriel David, e pelo coreógrafo da comissão de frente, Marcelo Misailidis, causaram conflitos internos na área criativa da agremiação, que acabaram resultando na saída do diretor Laíla da escola, logo após o carnaval. O desfile da Beija-Flor gerou imagens fortes como a reprodução de crianças mortas em caixões, policiais baleados, assaltos, arrastões, e um tiroteio dentro de uma sala de aula. Também foram usadas referências políticas. Uma ala representou a "farra dos guardanapos" de Sérgio Cabral Filho. A segunda alegoria reproduziu o edifício sede da Petrobras de forma "favelizada", em referência ao empobrecimento da população, que por sua vez seria um dos efeitos da corrupção na empresa. Ao final da apresentação, o público dos camarotes e arquibancadas invadiu a pista de desfile e seguiu a escola, cantando o samba-enredo a cappella, mesmo após a bateria parar de tocar.
O desfile dividiu a opinião dos especialistas. Quesitos como bateria, samba-enredo, harmonia, evolução e o casal Selminha e Claudinho foram elogiados; enquanto alegorias, fantasias, enredo e comissão de frente, foram duramente criticados. Alguns veículos de imprensa sequer listaram a Beija-Flor entre as favoritas ao título. O samba-enredo do desfile, composto por Di Menor BF, Kiraizinho, Diogo Rosa, Julio Assis, Bakaninha, Diego Oliveira, JJ Santos, Manolo e Rafael Prates, foi um dos mais premiados do ano. A Beija-Flor foi campeã do carnaval de 2018 com um décimo de vantagem sobre Paraíso do Tuiuti e Salgueiro. Ao todo, a escola recebeu dez notas abaixo da máxima, sendo que seis foram descartadas seguindo o regulamento do concurso. Com isso, a escola perdeu apenas quatro décimos no julgamento oficial do carnaval.

## Antecedentes

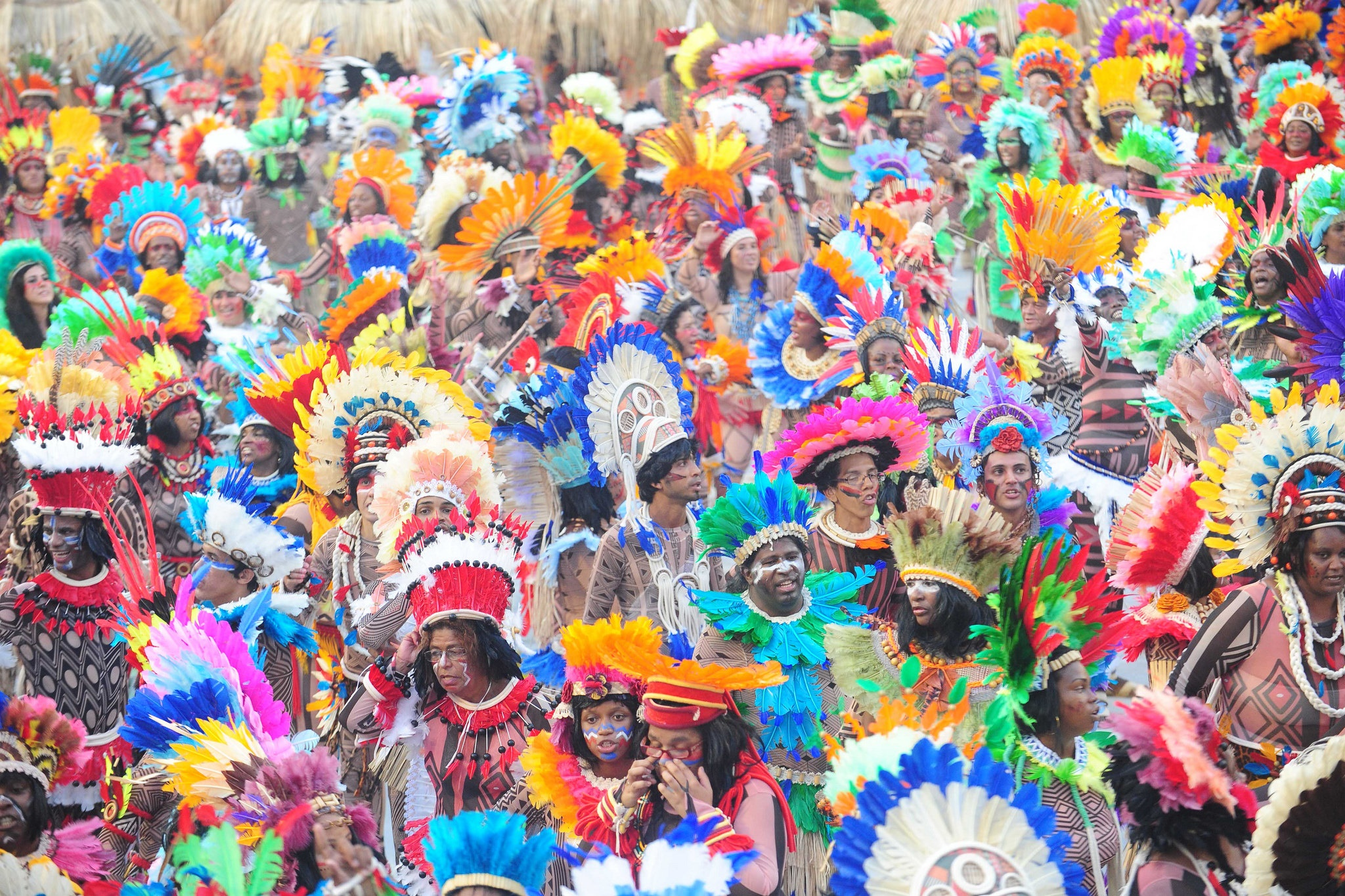
O "desfile sem ala" da Beija-Flor em 2017.

### Retrospecto
No carnaval de 2015, a Beija-Flor conquistou seu 13.º título na elite da folia carioca com um polêmico desfile sobre a Guiné Equatorial, patrocinado pelo presidente do país, o ditador Teodoro Obiang. Em 2016, a escola se classificou em quinto lugar com um desfile sobre o Marquês de Sapucaí, que dá nome à rua onde são realizados os desfiles. No carnaval de 2017, a Beija-Flor inovou ao mudar a tradicional arrumação do desfile em alas. Cada setor do desfile foi chamado de "ato". Em cada ato desfilaram cerca de quinhentas pessoas com fantasias de formas variadas, representando indígenas. Em meio aos atos, desfilou um grupo coreografado, com cerca de oitenta integrantes, encenando um determinado momento da vida de Iracema, personagem-enredo da escola. Cada ato foi encerrado por uma alegoria. As inovações não agradaram o júri e a escola se classificou em sexto lugar.

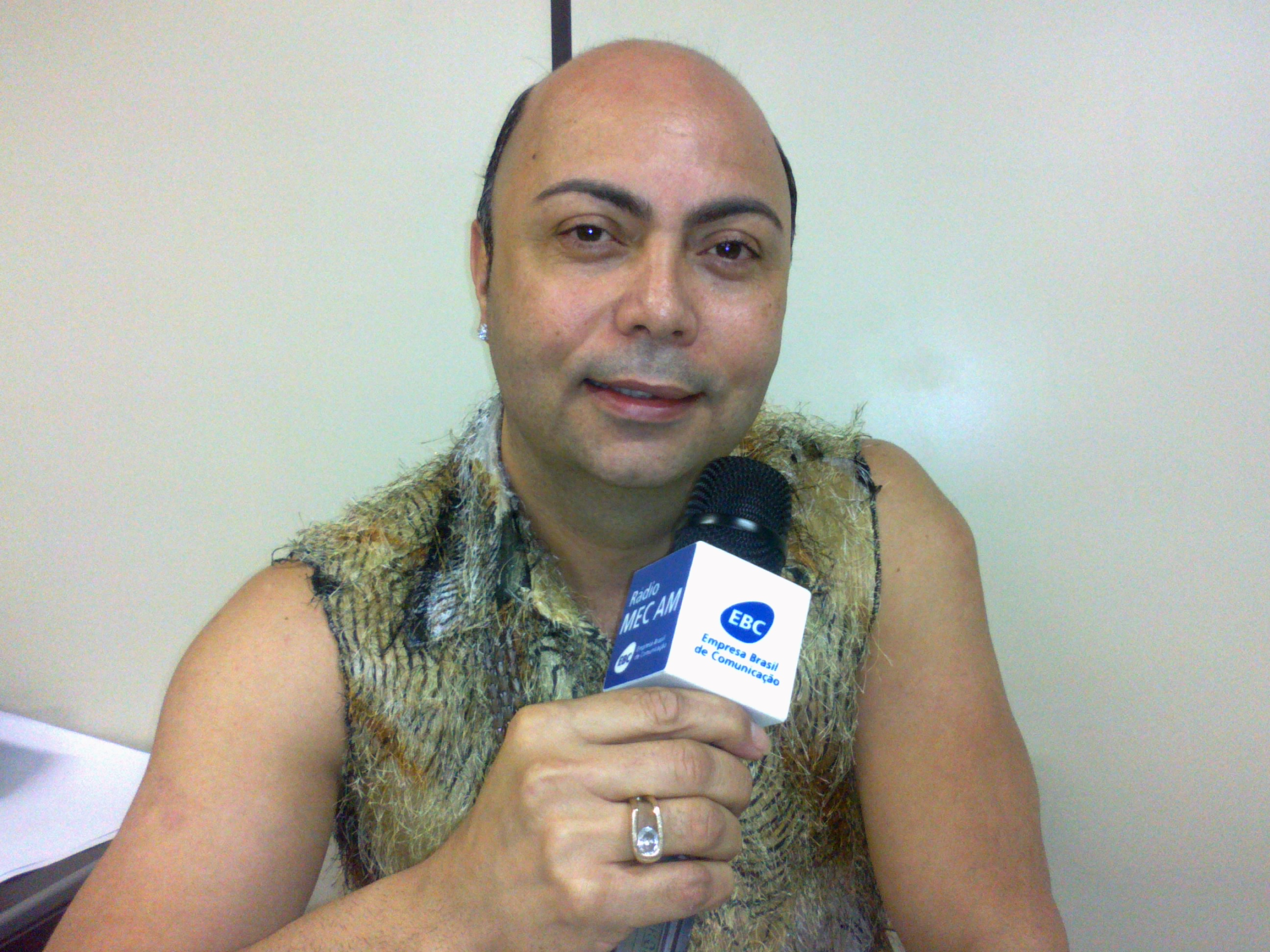
Cid Carvalho voltou à Beija-Flor para integrar a Comissão de Carnaval de 2018.

### Preparação para 2018
Para elaborar o desfile de 2018, a Beija-Flor reformulou sua Comissão de Carnaval, mantendo alguns componentes, dispensando outros, e contratando o carnavalesco Cid Carvalho. Campeão pela escola em 1998, 2003, 2004 e 2005, Cid estava fora da agremiação há onze anos. No dia 15 de julho de 2017 a LIESA sorteou a ordem de apresentação das escolas de samba para o desfile de 2018. A Beija-Flor foi sorteada para ser a sexta, e última, agremiação a se apresentar na segunda noite do Grupo Especial. A Beija-Flor foi a última escola do Grupo Especial a anunciar seu enredo para 2018. O anúncio foi realizado no dia 30 de julho de 2017, numa festa na quadra da agremiação, em Nilópolis.
Filho de Anísio Abraão David (patrono e presidente de honra da escola), Gabriel David teve autorização do pai para participar do processo criativo do carnaval junto à Laíla e a comissão de carnavalescos. Aos 20 anos de idade, ocupando o posto de conselheiro da agremiação, Gabriel teve a ideia de fazer um desfile cênico, que interagisse com o público. A ideia era "modernizar" o desfile com "atos" coreografados (o que já tinha sido testado no carnaval anterior) e alegorias teatralizadas, com várias encenações acontecendo ao mesmo tempo. Coreógrafo da comissão de frente da escola, Marcelo Misailidis ficou responsável pela concepção das alegorias coreografadas. Segundo Misailidis, a ideia era também atingir o público jovem. Para o coreógrafo, "houve uma pasteurização do espetáculo que não gera atração". Filho de Anísio, o ator Anderson Müller ficou responsável pela encenação dos carros alegóricos. Para investir em um visual moderno, a escola abriu mão do luxo que a caracterizou durante anos, apostando em alegorias pouco carnavalizadas. Acostumada a ter destaques de luxo em quase todos os carros, a escola decidiu reunir todos, com fantasias iguais, na última alegoria, a única com visual mais tradicional. Diante da decisão, alguns destaques decidiram não desfilar, enquanto outros escolheram desfilar noutras escolas. Esposa de Anísio e mãe de Gabriel, Fabíola David, que desfilava no abre-alas da escola, foi realocada para um tripé no início do desfile. As ideias de Gabriel e Misailidis encontraram resistência dentro da própria agremiação. O presidente, Anísio, teve que interferir algumas vezes para apaziguar os ânimos na diretoria. Acostumado a ditar as ordens na comissão de carnaval, Laíla teve sua liderança reduzida e não escondeu de ninguém seu desagrado.
Fora os conflitos internos da escola, o carnaval carioca passava por um momento conturbado. Em junho de 2017, a Prefeitura do Rio anunciou o corte de 50% do repasse de verbas públicas para as escolas de samba. A decisão causou polêmica visto que em sua campanha à Prefeitura, Marcelo Crivella prometeu manter o patrocínio às agremiações. Bispo licenciado da Igreja Universal do Reino de Deus, Crivella também foi acusado de ser influenciado pela sua religião ao cortar parte da verba do carnaval. A LIESA ameaçou cancelar os desfiles e sambistas organizaram protestos, mas o Prefeito manteve o corte. Sem dinheiro, a LIESA decidiu cancelar os ensaios técnicos realizados no sambódromo, após quinze anos bancando o evento. Ao longo das semanas que antecederam ao desfile, a Beija-Flor realizou ensaios em sua quadra, em Nilópolis. No dia 28 de janeiro de 2018, a escola realizou um ensaio aberto na Avenida Atlântica, em Copacabana.

## O enredo

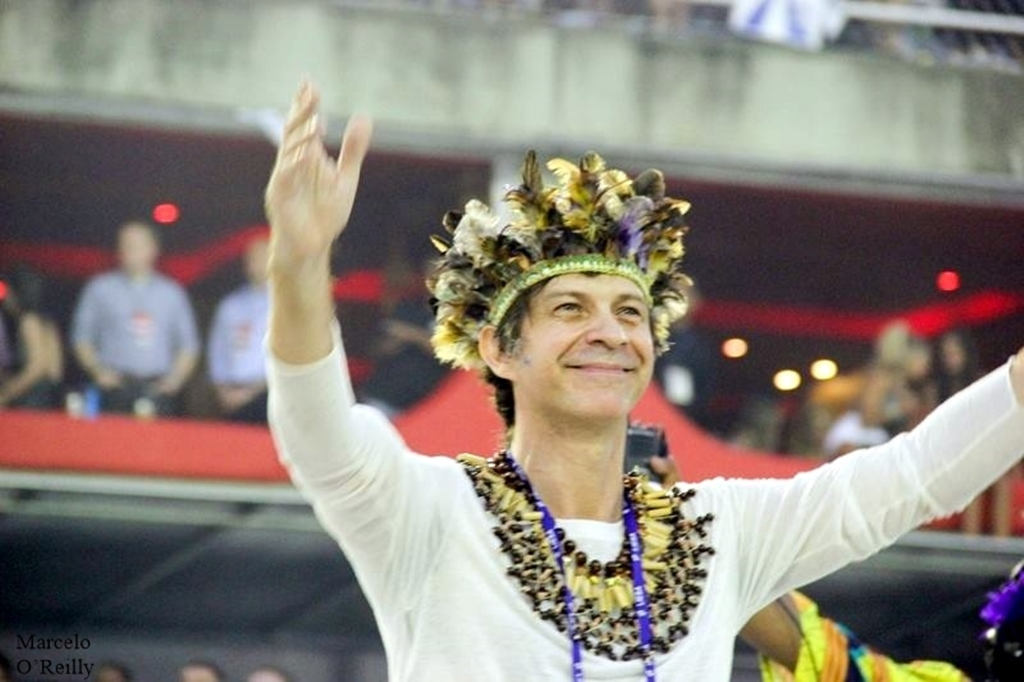
Marcelo Misailidis foi um dos autores do enredo da Beija-Flor.

"Monstro É Aquele que não Sabe Amar. Os Filhos Abandonados da Pátria que os Pariu" foi assinado por Marcelo Misailidis, Laíla, Cid Carvalho, Bianca Behrends, Victor Santos, Rodrigo Pacheco e Léo Mídia. O enredo faz uma analogia entre a obra Frankenstein (que completou duzentos anos de lançamento em 2018) e as mazelas sociais do Brasil. Na obra da escritora britânica Mary Shelley, a criatura é abandonada pelo seu criador, sendo vista como um monstro, assim como diversos problemas sociais do Brasil são diagnosticados como resultado do abandono da população pelas autoridades competentes. O enredo foi idealizado pelo coreógrafo da Comissão de Frente da escola, Marcelo Misailidis, a partir da ideia de Gabriel David, que pediu um enredo de crítica social com referências políticas da época.
"Frankstein é uma obra que foi escrita há duzentos anos e traduz com muita profundidade a realidade e a utilização desmedida da vaidade intelectual, além da ambição desgovernada. Neste momento a sociedade do Brasil encontra a tradução mais apropriada para entender os dramas sociais que afetam a nossa cidade."
— Marcelo Misailidis, idealizador do enredo da Beija-Flor.

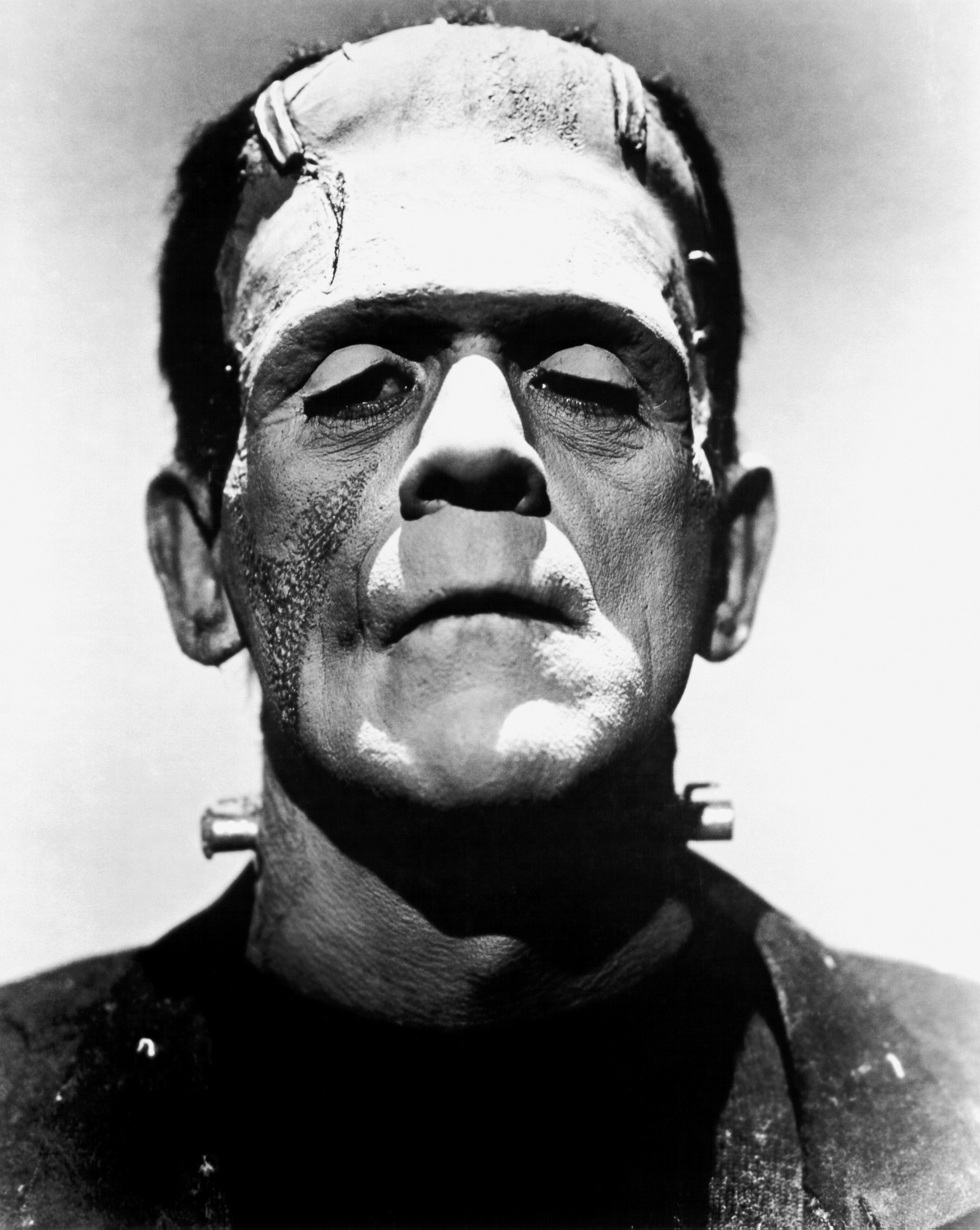
Boris Karloff como o monstro da Universal Studios no clássico filme Frankenstein (1931). Imagem foi reproduzida nas alegorias do desfile.

O enredo foi desenvolvido em cinco setores:
- Setor 1 - A Introdução do Argumento – "Frankenstein ou o Prometeu Moderno"

O enredo começa fazendo referência direta à obra literária Frankenstein ou o Prometeu Moderno, mais conhecida simplesmente como Frankenstein, romance de terror gótico com inspirações do movimento romântico, considerada a primeira obra de ficção científica da história. O primeiro setor do desfile descreve a ambientação onde começa a se desenrolar a trama: geleiras e icebergs em meio ao Oceano Ártico contemplam uma cena descrita no preâmbulo de abertura do livro; uma alusão ao sopro criativo que levou a autora a produzir uma aventura que tem, como ponto de partida, reflexões sobre o ímpeto da ambição humana e seus possíveis desdobramentos. É nesse contexto que surge o navio do Comandante Robert Walton, que após resgatar Dr. Victor Frankenstein em meio às vastas planícies de gelo, contempla uma sucessão de relatos que introduzem a narrativa, e funcionam como base do argumento histórico. Ao revisitar suas memórias, Victor Frankenstein evidencia a sua natureza pelo ávido desejo de aprender sobre todas as coisas, indiscriminadamente; relembra seu ingresso na Universidade de Ingolstadt, o fascínio pela ciência e pela medicina, pelas aulas de autópsia e dissecação de cadáveres. É no laboratório que Dr. Victor Frankenstein consegue dar vida ao fruto de um experimento, criado a partir de pedaços de corpos costurados rusticamente. Uma criatura a quem chamou de "o infeliz monstro". Nesse contexto, o enredo apresenta de um lado, os conceitos da mente de um jovem cientista, de ideais modernos e teor revolucionário, em busca da imortalidade e da glória pessoal; e de outro lado, um ser de aguda sensibilidade, que mesmo reconhecendo em si próprio suas feições monstruosas, no entanto, tema a necessidade de amar e ser amado, de modo eminentemente ser humano.
- Setor 2 - A Ambição e a Ganância

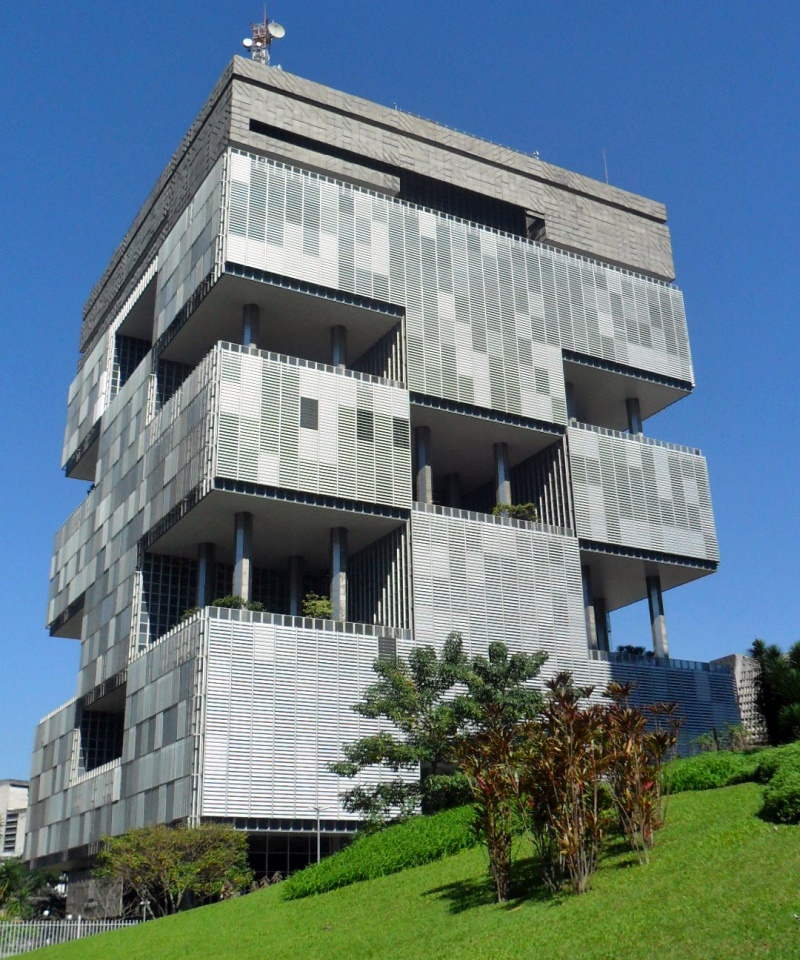
Edifício sede da Petrobras no Rio de Janeiro foi retratado de forma favelizada na segunda alegoria do desfile.

O segundo setor aborda a ambição e a ganância de Dr. Victor Frankenstein, observáveis através da sua cobiça intelectual e sua obstinada sede de conhecimento, impulsionada por sua paixão voraz e inquietante diante das descobertas e avanços científicos. Através da perspectiva de espelhamento que norteia o enredo, é feita uma analogia com a ambição e a ganância por dinheiro, poder e prestígio, intrínseca e notável ao longo da história do Brasil.
Segundo o enredo, "os monstros brasileiros não saíram da ficção e não aterrorizam os nossos sonhos, são um pesadelo que fazem parte da vida real: Hoje, estão presentes principalmente no Congresso Nacional e no Palácio do Planalto, em Brasília – a Capital dos Monstros, onde são tomadas as monstruosas decisões políticas que vitimizam o povo brasileiro, demonstrando que a caneta mata mais do que a pistola; estão nos escândalos de corrupção e nos desvios milionários dos cofres públicos, e ainda no pútrido esquema das licitações que envolvem as grandes empreiteiras, que em muito colaboraram para afundar a economia nacional; estão nas unidades prisionais que são verdadeiras universidades do crime". O enredo ainda cita a Petrobrás como "a ruína do que já foi um dia, quando era referência de prosperidade, estabilidade e credibilidade, e atualmente, é símbolo do monstro da corrupção, protagonizando aquele que talvez seja o mais grave episódio de extravio de verbas públicas e pagamento de propinas na história do país".
- Setor 3 - O Abandono

O terceiro setor do enredo aborda o abandono da criatura por Dr. Victor, seu criador, fazendo uma análise comparativa com o abandono da população brasileira por parte de seus governantes. Segundo o enredo, "o descuido, o desleixo e o desdém para com a população, que sofre com diversos flagelos, ocasionados por carências múltiplas: falta assistência social, educação, cultura, saúde, segurança, consciência, empatia [...] São retalhos de uma sociedade refém de uma violência cruel, fruto do abandono social". Ainda segundo o enredo, "enquanto os bandidos estão soltos pelas ruas, a população fica presa em propriedades gradeadas, numa tentativa desesperada de se ter um mínimo de segurança e proteção, onde aqueles que têm melhores condições financeiras, vivem em condomínios que são uma espécie de 'prisão de luxo', enquanto os demais, sobrevivem como podem, à mercê das mais diversas mazelas sociais. Já o abandono do lixo, é um alerta sobre a nossa responsabilidade no que se refere ao descarte indevido dos restos e detritos que produzimos, e que são abandonados de forma irresponsável no meio ambiente; esse excesso de sujeira retrata a materialização do abandono, já que as questões ecológicas também são um retrato da rejeição".
- Setor 4 - A Intolerância

O quarto setor do enredo aborda diversas questões referentes à intolerância, mais uma vez fazendo analogia com a relação de Dr. Victor e sua criatura. O monstro de Frankenstein é rejeitado por seu criador por ser estranho e diferente, quando só queria ser amado. Segundo o enredo, "intolerância é a falta de habilidade ou vontade em reconhecer e respeitar as diferentes crenças e opiniões; é a ausência de disposição para aceitar pessoas com pontos de vista dissidentes, provocando assim, uma postura de ódio sistemático e de agressividade irracional com relação a indivíduos de grupos específicos, que vivem à sua maneira de ser, e em consonância com seus próprios estilos de vida e convicções". O enredo cita intolerância religiosa, de gênero e orientação sexual, de racismo (intolerância racial), xenofobia, e intolerância desportiva, citando o Estádio do Maracanã como um "moderno Coliseu" (palco de combates de gladiadores na Roma antiga), "onde torcedores, ao invés de vibrarem por seus times, terminam por digladiarem-se entre si", em referência às brigas de torcida de futebol.
- Setor 5 - A Redenção

O quinto e último setor aborda a redenção da criatura que, na visão do enredo, só queria ser amada pelo seu criador. O carnaval é apresentado como símbolo dessa redenção por ser uma festa democrática, onde todos podem se divertir. Segundo o enredo, "o Rei Momo, monarca da Corte e anfitrião do carnaval, convoca a realeza, plebeus e personagens tradicionais da folia para dar um xeque-mate na tristeza e realizar um arrastão de alegria na Sapucaí, desfilando o respeito às diferenças através do Samba. Zé Pereira, os negros da nossa Pequena África, as damas de casa, Pierrô, Colombina e Arlequim – a elite Bal Masqué, baianinhas, a plêiade do samba, o bloco dos sujos, velha guarda... todos convidados a clamar por paz, representando e enaltecendo a voz do samba". O enredo termina homenageando "os setenta anos de história que a Beija-Flor de Nilópolis está prestes a completar nesse ano de 2018", demonstrando "na prática, através de quarenta anos de projetos e trabalhos sociais, que sabe cuidar de sua comunidade; que com amor, assistência e educação, é possível sim transformar a vida de seres humanos".

## O samba-enredo

### Processo de escolha
O concurso para escolha do samba-enredo oficial da Beija-Flor para o carnaval de 2018 teve início em 20 de agosto de 2017, data em que as parcerias concorrentes inscreveram suas obras para participar da disputa. Na mesma data, a Beija-Flor fez a gravação dos sambas inscritos.
22 parcerias inscreveram sambas no concurso da escola:
1. Samba 04: Di Menor BF, Kiraizinho, Diogo Rosa, Julio Assis, Bakaninha, Diego Oliveira, JJ Santos, Manolo e Rafael Prates.
2. Samba 05: Junior Trindade, Jota R, Thiago Alves, Wilson Tata e Rra Massa.
3. Samba 06: Valmir Vignolli, Carlos França, Maurício Augusto, Darwen Schiavine, Gabriel Lopes, Maia e Marquinhos Cavaco.
4. Samba 07: Serginho Aguiar, Alan Vinícius, Dr. Rogério, Nino Smith, Gigi da Estiva, Márcio França, Kaká Kalmão, Vinícius Rabello, Rodrigo Sarmento, Rodrigo Armani, Rodrigo Nunes, Vinícius Sá, Carlinhos Ousadia e Cristiano Mesquita.
5. Samba 13: Cláudio Russo, J. Velloso, Gilberto Oliveira, Julio, JB Oliveira e Marquinho Beija-Flor.
6. Samba 14: Cosme Araujo, Ricardo Carvalho, Sergio Galo, Claudio Vagareza, A. Menezes, Frank Santos, Rodrigo Ponte e Kae Valle.
7. Samba 19: Zezé, Henrique Nova Cidade, João do Casulo, Edilson do Cavaco e Donde.
8. Samba 23: Willian Defensor, Luciano da Kombi e Robério Souza.
9. Samba 27: Arnaldo da Beija-Flor, Carlinhos Jr, Magnão do Sete Corda, Babalu do Cavaco e Fifito do Sete Corda.
10. Samba 30: Carlinhos Amanhã, Pereirão, Robson Batalha, Wanderley Novidade, Paulinho Pontes, Atilio Muniz e Wilsinho da Benção.
11. Samba 30: Carlinhos Amanhã, Pereirão, Robson Batalha, Wanderley Novidade, Paulinho Pontes, Atilio Muniz e Wilsinho da Bênção.
12. Samba 31: Michel Laczynski.
13. Samba 37: Miguel, Veni Vieira, Tamir, Marcondes, Bocão e Paulo Bispo.
14. Samba 39: Sidney de Pilares, Sormany, Jorginho Moreira, LM Perigo, Rodrigo Cavanha, Cláudio Marinho, Walney Rocha e Paulo Oliveira.
15. Samba 51: Picolé da Beija-Flor, Gryvaldo e Samuel Permino.
16. Samba 52: Abraão Quinin e Rogério Costa.
17. Samba 53: Lucas de Moraes, Valter Rodrigues e Jorge Santana.
18. Samba 54: André do Cavaco, Bruno Costa, Adriano Gasparzinho e Alex Freitas.
19. Samba 55: Maurício Martins, Sobrinho França e Marcelo Martins.
20. Samba 77: Marcelo Guimarães, Rogério Damata, Tia vanda, Tia Rita e Tia Ivone.
21. Samba 88: Billy Conty, Denis Lopes, Diego Natural, Ailson Brandão, Beiço Rosa, Damião Linhares, Roger SD e Marcinho Beija-Flor.
22. Samba 300: Jose Roberto, Nurynho Almawi, João Fernandes, Villela, Marcelo Machado, Carlinhos da Xerox, Casé Fernandes, Fagner Fernandes e Fabio Santana.

"Acho que tudo que nós brasileiros estamos sentindo hoje, vivendo muita intolerância, falta de amor, falta de cuidado, nós temos que botar para fora a nossa indignação. É hora de fazer um grande arrastão de alegria".

—Kiraizinho, um dos compositores do samba da Beija-Flor.
Os sambas foram divididos em duas chaves (chave verde e chave amarela) com onze obras em cada chave. O processo de escolha foi realizado em forma de classificatória, com os sambas sendo apresentados na quadra da escola e avaliados pela direção da agremiação com eliminatórias semanais. A primeira eliminatória aconteceu em 24 de agosto de 2017. As primeiras eliminatórias foram realizadas no barracão da escola, na Cidade do Samba. Posteriormente, o concurso passou a ser realizado na quadra da agremiação em Nilópolis. A Beija-Flor foi a última escola a definir seu samba para 2018. A final da disputa foi realizada na madrugada da sexta-feira, dia 20 de outubro de 2017, na quadra da agremiação. Quatro obras disputaram a final do concurso: sambas 4, 5, 7 e 39. Venceu o samba 4, dos compositores Di Menor BF, Kiraizinho, Diogo Rosa, Julio Assis, Bakaninha, Diego Oliveira, JJ Santos, Manolo, Rafael Prates. Foi a primeira vez que todos os compositores da parceria venceram uma disputa de samba-enredo. Dias após a final do concurso, o samba da Beija-Flor foi gravado por componentes e ritmistas da escola na Cidade do Samba, e por Neguinho da Beija-Flor em estúdio. A obra é a sexta faixa do álbum Sambas de Enredo 2018, lançado em novembro de 2017. O samba 37, eliminado antes da final do concurso, foi gravado e lançado por Neguinho da Beija-Flor com o título de "O Poder da Ganância".

### Letra e melodia
A letra do samba-enredo oficial da Beija-Flor foi escrita na primeira pessoa do singular. Na primeira parte, a letra é ambígua, fazendo referências à história de Frankenstein, mas que também servem para retratar o abandono de brasileiros que se encontram à margem da sociedade ("Sou eu... / Espelho da lendária criatura / Um monstro... / Carente de amor e de ternura / O alvo na mira do desprezo e da segregação / Do pai que renegou a criação / Refém da intolerância dessa gente / Retalhos do meu próprio criador / Julgado pela força da ambição / Sigo carregando a minha cruz / À procura de uma luz, a salvação"). O refrão central do samba faz alusão à exploração da fé. Religiosos que exploram os mais necessitados e só fazem o bem pedindo algo em troca ("Estenda a mão meu senhor / Pois não entendo tua fé / Se ofereces com amor / Me alimento de axé / Me chamas tanto de irmão / E me abandonas ao léu / Troca um pedaço de pão / Por um pedaço de céu"). A segunda parte do samba começa fazendo referência à corrupção na política e seus efeitos na sociedade ("Ganância veste terno e gravata / Onde a esperança sucumbiu / Vejo a liberdade aprisionada / Teu livro eu não sei ler, Brasil!"). O trecho seguinte aponta o samba como salvação para os problemas sociais ("Mas o samba faz essa dor dentro do peito ir embora / Feito um arrastão de alegria e emoção o pranto rola / Meu canto é resistência no ecoar de um tambor / Vem ver brilhar mais um menino que você abandonou"). O refrão principal do samba critica o abandono dos brasileiros pelas autoridades e usa a Beija-Flor como símbolo de acolhimento social ("Oh! Pátria amada, por onde andarás? / Seus filhos já não aguentam mais! / Você que não soube cuidar / Você que negou o amor / Vem aprender na Beija-Flor!").

### Crítica especializada
Luiz Antônio Simas, em sua crítica para O Globo, escreveu que "Beija-Flor (com uma gravação excepcional), Paraíso do Tuiuti e Mangueira têm sambas candidatos a melhores do carnaval, com enredos contundentes, ancorados na crítica social às mazelas de uma sociedade intolerante e estruturalmente racista como a brasileira". Leonardo Bruno, do Extra, classificou o samba da Beija-Flor como "obra-prima", apontando que "a escola de Nilópolis traz um enredo-manifesto, com letra forte em interpretação marcante de Neguinho da Beija-Flor". Para Bruno Guedes, da Cult Magazine, "o samba é um primor. Talvez a melhor poesia do ano e com um Neguinho da Beija-Flor, no disco, fazendo jus a sua figura lendária. E melodicamente é 'Padrão Beija-Flor': pesado quando precisa ser e feito para o componente acostumado a ele". Marco Maciel, do Sambario, elogiou o samba, escrevendo que "a melodia segue o tom 'nilopolitano' de levada pesada, no entanto com mais dolência. Os refrães são fortíssimos, principalmente o do meio, cuja letra que ataca os templos é um achado. Trechos como 'pois não entendo sua fé' e 'me chamas tanto de irmão e me abandonas ao léu / troca um pedaço de pão por um pedaço de céu' são a síntese da exploração à fé alheia que infelizmente ludibria tanta gente e enche os bolsos de quem não merece. A segunda parte do samba cita as mazelas provocadas pelos governantes, fechando a obra, no momento de mais emoção, com a exaltação ao samba como canto de resistência. O samba, interpretado brilhantemente pelo velho Neguinho, dispensa a sinopse para o entendimento do tema, fruto de inspiração ímpar dos compositores, servindo perfeitamente como o triste retrato atual de nosso país, cujos poetas são historicamente habituados a tecerem obras antológicas em períodos de maior adversidade". Mauro Ferreira, do G1, foi o único a criticar o samba, apontando que a obra da Beija-Flor é "muito aquém" do histórico da agremiação.

## O desfile
A Beija-Flor foi a sexta, e última, escola a desfilar na segunda noite do Grupo Especial, iniciando seu desfile pouco depois das 4 horas da manhã da terça-feira de carnaval, dia 13 de fevereiro de 2018. A apresentação contou com 3.550 componentes, divididos em 36 alas, cinco alegorias e três tripés. A escola concluiu seu desfile com 72 minutos de apresentação. Ao final, o público dos camarotes e arquibancadas invadiu a pista e seguiu a escola, ato conhecido no meio carnavalesco como "arrastão", porém, de maior proporção do que o comum. Mesmo após a bateria parar de tocar, o público continuou cantando o samba-enredo à capela. Abaixo, o roteiro do desfile e o contexto das alegorias e fantasias apresentadas.
| Roteiro |
| Setor 1: A Introdução do Argumento - "Frankenstein ou o Prometeu Moderno" |
| --- |
| Comissão de Frente: "Frankenstein ou o Prometeu Moderno" A comissão de frente do desfile fez referência ao mito grego de Prometeu, que serviu de inspiração para a escritora britânica Mary Shelley criar sua mais famosa obra, o romance gótico Frankenstein ou o Prometeu Moderno, mais conhecido simplesmente como Frankenstein. Na mitologia grega, Prometeu é um titã que roubou o segredo do fogo (que era exclusivo dos deuses) e deu-o aos homens, provocando a ira de Zeus, o deus supremo do panteão grego. Como vingança, Zeus condenou Prometeu ao castigo eterno de ficar acorrentado a uma rocha no Monte Cáucaso, onde seu fígado era devorado diariamente por uma ave de rapina. À noite, a ave ia embora e o órgão do titã se regenerava. Na manhã do dia seguinte, a ave retornava e recomeçava o suplício. Mary Shelley relaciona a figura de Prometeu à do cientista Victor Frankenstein, que assim como o titã, ousou desafiar o divino ao descobrir como gerar a vida por meios artificiais. Na comissão de frente, quatorze componentes, com fantasias de cães com vísceras expostas, "deslizam" pela avenida apoiados em rodas de rolimã, "puxando" uma estrutura em forma de trenó, em referência ao início da história de Frankenstein, quando a tripulação de Capitão Walton avista a figura de Victor Frankenstein viajando em um trenó puxado por cães. Em determinado momento, os componentes executam uma coreografia enquanto a estrutura se abre, revelando um componente representando Prometeu. Esse componente executa acrobacias na estrutura, que é decorada com reproduções de rochas, remetendo ao Monte Cáucaso. No alto da estrutura, é aberta a reprodução de uma ave preta, simbolizando a encenação do castigo de Prometeu. No final, o componente se solta da estrutura, encerrando a coreografia. A comissão foi coreografada e dirigida por Marcelo Misailidis, com os assistentes Dani Marie, Fabrício Ligiero e Márcio Vieira; desenvolvimento ceno-técnico de Fernando Soares e Pedro Almeida; figurinos de Tânia Agra; e maquiagem de Domitila. Primeiro casal de mestre-sala e porta-bandeira (Claudinho e Selminha Sorriso): "Cristais de Gelo: Um Bailado de Amor para Quebrar o Gelo dos Corações" Com fantasias predominantemente brancas, Selminha Sorriso, de 46 anos, e Claudinho, de 45, simbolizaram cristais de gelo, em referência à ambientação do início da história de Frankenstein, que começa a ser narrada em uma expedição náutica que busca achar uma passagem para o Polo Norte, num cenário composto por geleiras e icebergs em meio ao Oceano Ártico. Tripé 1: "A Geleira" / Grupo "Blocos de Gelo" Logo após o primeiro casal, ainda em referência ao início da obra Frankenstein, um tripé reproduz uma geleira. Na história de Mary Shelley, um navio, sob o comando de Capitão Robert Walton, fica preso quando o mar congela. Na parte dianteira do tripé, observa-se a figura de um beija-flor, símbolo da agremiação de Nilópolis. As asas da ave têm o formato de um livro aberto. Em cima do livro, desfilou a empresária Fabíola David, esposa do presidente de honra da escola, Anísio Abraão David, representando a escritora Mary Shelley, autora de Frankenstein. Atrás de Fabíola, na parede da geleira, um mecanismo formava o rosto do monstro de Frankenstein. Em volta do tripé, reproduções de pequenos blocos de gelo complementam o senso estético do quadro de abertura do desfile. Alegoria 1: "A Embarcação" O carro abre-alas do desfile representou o navio tripulado por Capitão Robert Walton, que fica preso na geleira representada pelo tripé anterior. Na obra de Mary Shelley, o mar se agita, liberando o navio, quando a tripulação avista Victor Frankenstein viajando em um trenó puxado por cães (trecho encenado na comissão de frente). Victor é regatado e começa a narrar sua história, e da criação do monstro, para Robert Walton. Em cima da alegoria é encenado o encontro de Victor e Walton. O ator Edson Celulari interpretou Victor Frankenstein e o ator Anderson Müller interpretou o Capitão Robert Walton. Em determinado momento da encenação, a parede traseira do cenário levanta, revelando um novo cenário, com novos componentes, simbolizando a criação do monstro no laboratório de Victor. |
| Setor 2: "A Ambição e a Ganância" |
| A partir do segundo setor, o desfile passa a fazer uma analogia entre a obra Frankenstein e as mazelas sociais do Brasil. O setor faz uma correspondência entre a ambição de Victor Frankenstein e a ganância dos políticos brasileiros. Ala 1: "Piratas - Pilhagem e Espólio" Componentes desfilaram vestidos de piratas. A ala representou "tanto os obstinados saqueadores estrangeiros, que pilharam as riquezas da terra em diversas regiões da nossa Costa, extraindo ilicitamente bens e mercadorias deveras valorizados, quanto os fabricantes, distribuidores e comerciantes de produtos falsificados, que fazem da pirataria moderna um dos crimes mais praticados no século XXI". Ala 2: "Imposto dos Infernos" A segunda ala lembra que durante o Ciclo do Ouro era cobrada uma taxa de 20% ou 1/5 sobre todo o ouro e metais extraídos através da mineração, suposto direito exigido pela Coroa Portuguesa e que sobrecarregava os mineradores, que apelidaram o imposto de "o quinto dos infernos". Ao longo dos anos, os impostos pagos pelos contribuintes brasileiros continuaram "atingindo índices exorbitantes, ratificando que a cobrança abusiva de pesada carga tributária é uma ambiciosa herança histórica no Brasil". Na fantasia da ala, componentes carregavam um cesto com reproduções de pedras de ouro, enquanto nas costas, uma figura diabólica com garras e a coroa imperial na cabeça, faz referência ao imposto conhecido como "o quinto dos infernos". Ala 3 (baianas): "Santinhas do Pau Oco - Os Descaminhos do Ouro" A fantasia das oitenta componentes da ala de baianas da Beija-Flor remete às imagens sacras com cavidades ocas em seu interior, cujo espaço era utilizado para esconder o ouro e outras mercadorias de valor, as quais eram desencaminhadas clandestinamente, driblando a cobrança de impostos com o pretexto de propagação da fé. A prática é uma das primeiras ações compreendidas como sonegação no Brasil. Ala 4: "A Corte da Mamata - Quadrilha no Poder" A ala criticou as regalias da corte portuguesa, quando esta se instalou no Rio de Janeiro, fazendo um paralelo com a classe política do presente e sua vasta lista de benefícios. Segundo o roteiro do desfile, "Nobres sedentos de benefícios e vantagens, almejavam tudo de valoroso que fosse possível, e de tão interesseiros, foram associados metaforicamente à abutres e ratazanas, que devoravam tudo o que viam pela frente". A ala foi dividida em dois figurinos, um masculino e outro feminino. As fantasias, em tons de azul, imitavam trajes da nobreza. No chapéu dos figurinos, reproduções de abutres e ratazanas. Ala 5: "Ali Babá e os Bobos - Nem Tão Nobre Fortuna Fácil" A fantasia da ala remete ao "luxo, ostentação e conforto, da qual desfrutavam os membros da nobreza oriental" para criticar "representantes públicos e empresários do mais alto escalão, que trabalham irrisoriamente e recebem remunerações altíssimas, gozando de faustosa situação financeira". Ala 6: "Vampiros e Sanguessugas Exercem Seus Podres Poderes" A ala satiriza a figura dos políticos, apresentando a forma como o povo brasileiro enxerga a classe política, como "morcegos e vampiros, que se alimentam do sangue que sugam do povo brasileiro até a última gota". Segundo o roteiro do desfile, a classe política foi "maculada e denegrida; gradativamente desconstruída através de sucessivos escândalos envolvendo verbas públicas dos mais variados setores e escalas de Governo". Componentes desfilaram com fantasias em tons de roxo, com a gola na forma da obra escultural "Os Candangos", localizada na Praça dos Três Poderes, em Brasília. Ala 7: "O Ouro Negro da Corrupção - Um Banho de Ganância Exacerbada" A ala faz referência aos escândalos de corrupção envolvendo a Petrobrás. Segundo o roteiro do desfile, a empresa "que durante muitos anos foi símbolo de confiança, credibilidade, grandiosidade e estabilidade" se viu envolvida em "um grande esquema de corrupção [...] protagonizando gravíssimas denúncias e escândalos, onde o dinheiro público foi maculado pela sujeira das fraudes milionárias". Componentes vestiram fantasias com retalhos de panos pretos, simbolizando o petróleo. O chapéu da fantasia tinha a forma de um barril de petróleo com uma caveira à frente. Ato 1: "Os Roedores dos Cofres Públicos" No primeiro ato (espécie de ala coreografada) do desfile, componentes desfilaram com fantasias nas cores do Brasil, e com chapéus na forma de cabeças de rato. Os desfilantes também carregavam maletas decoradas com estampa de notas de cem reais. O ato representou a imagem que a população brasileira tem de sua classe política, "como se fossem ratos ávidos por seu pedaço de queijo". O ato também lembra que "muitos representantes do povo exercem cargos públicos nas mais diferentes esferas de Governo, mas atuam em causa própria, fazendo uso de artimanhas e falcatruas para alimentar sua ambição desvairada; trapaceando, desfalcando e desviando dinheiro público em bolsos, bolsas, malas e afins, legitimando a inversão de valores e a falta de limites. Não é à toa que o rato é o símbolo da cobiça, e muitos administradores são chamados de roedores dos cofres públicos". Ato 2: "Politicagem - Lobos em Pele de Cordeiro" / Tripé 2: "O Banquete" O segundo ato do desfile simbolizou os "lobos em pele de cordeiros: pessoas ambiciosas e mal-intencionadas, mascaradas por trás de uma aparência inocente e inofensiva, usando de uma política de falsa bondade, carisma e eloquência, mas focadas apenas em alcançar objetivos egoístas e desonestos". Componentes desfilaram de terno e gravata, segurando uma mala estampada com notas de cem reais. Desfilantes usavam máscara e cabeça imitando lobo, e seguravam uma outra cabeça na forma de um cordeiro. No meio do ato, desfilou o tripé "O Banquete", duas grandes mesas, com reproduções de comidas, taças e candelabros. Em sua volta, componentes usavam traje de gala, sendo que os homens usavam guardanapos amarrados na cabeça em referência à "Farra dos Guardanapos", como ficou conhecida uma reunião festiva ocorrida em 2009, onde o então governador do Rio de Janeiro, Sérgio Cabral Filho foi flagrado confraternizando com seus correligionários em um restaurante em Paris usando guardanapos amarrados na cabeça. Segundo apurou o Ministério Público Federal do Rio, Cabral estava comemorando a compra de votos para eleger o Rio de Janeiro como cidade-sede dos Jogos Olímpicos de 2016. Durante as investigações, Cabral confessou que gastou US$2 milhões para comprar votos de membros do Comitê Olímpico Internacional. Alegoria 2: "A Ambição (Arquétipos que Espelham o Dr. Frankenstein)" A segunda alegoria simbolizou "os espaços de criação dos monstros", fazendo uma analogia entre a ambição de Victor Frankenstein e a ganância dos políticos brasileiros. Na parte frontal da alegoria, a reprodução de um gigantesco rato articulado, simbolizando a "sujeira" e a "imundície" da política em Brasília. Atrás do rato, reproduções do Palácio do Congresso Nacional, onde a cúpula convexa da Câmara dos Deputados tem a forma de um prato vazio, representando a fome (um dos efeitos da corrupção); e a cúpula côncava do Senado Federal tem a forma da cabeça do monstro de Frankenstein, simbolizando "as 'monstruosidades' que são resultado das desastrosas decisões que por vezes levam o povo brasileiro à fome". Entre as cúpulas, a reprodução das torres gêmeas do Congresso e os pilares que ficam em volta do Palácio do Planalto, local de trabalho da Presidência do Brasil. Há também tubulações, simbolizando a lavagem de dinheiro. Espalhados na frente da alegoria, componentes vestindo terno preto e camisa branca, em referência ao crime do colarinho branco, e carregando maletas, fazem diversas encenações. Em determinado momento, se escondem atrás de mesas; em outros fingem comer uma pizza em referência a expressão "tudo acaba em pizza". Na alegoria também é feita uma grande reprodução do edifício sede da Petrobras, localizado no Centro do Rio de Janeiro. Em determinado momento, as paredes do prédio se abrem, revelando um interior "favelizado", em referência ao empobrecimento da população (que seria um dos efeitos da corrupção na Petrobras). Em cada compartimento do prédio é encenada uma imagem inspirada no cotidiano das favelas brasileiras, como pessoas fazendo churrasco na laje de casa; uma mulher "pegando sol" com biquíni de fita isolante; além de bares e lojas. Nas laterais do prédio foram reproduzidas celas de prisão com homens armados e portando celulares, uma crítica às prisões brasileiras, que na visão do enredo "deveriam ser de regeneração e integração dos indivíduos e acabam por se tornar 'universidades do crime'". No terraço do prédio, o Dream Team do Passinho e a atriz Isabella Santoni executavam passos de funk. Na traseira da alegoria, três homens vestidos de terno com reproduções de cédulas de dinheiro e um letreiro com a inscrição "Empreiteiras Associadas" em referência às empreiteiras envolvidas em escândalos de corrupção. |
| Setor 3: "O Abandono" |
| O terceiro setor do desfile abordou o abandono da criatura por Dr. Victor, seu criador, fazendo uma análise comparativa com o abandono da população brasileira por parte de seus governantes. Ala 8: "Os Refugiados da Seca à Procura da Terra Prometida" A ala fez referência aos nordestinos que, vivendo sob as mais difíceis condições impostas pela seca, migraram em busca da "terra prometida", por melhores condições de vida, e se refugiaram em diferentes localidades do país, principalmente na região Sudeste. Componentes usaram fantasias com estampa de chão rachado pela seca, com chapéu meia lua e uma reprodução de cacto na cabeça, símbolos comumente relacionados ao sertão. Ala 9: "No Circo Brasil, o Palhaço É o Povo - O Peso dos Impostos" A ala criticou a carga tributária brasileira. Componentes usaram fantasias de palhaço nas cores do Brasil. Nas costas do palhaço, um balaio com inscrições de impostos brasileiros e benefícios trabalhistas como FGTS, PIS e INSS. Ala 10: "Eu não Entendo Tua Fé - A Pobreza dos Pedintes e os Templos Luxuosos" A ala simboliza o contraste entre pessoas em situação de extrema pobreza, que pedem dinheiro nas ruas e o luxo e a ostentação de alguns templos religiosos. Na visão do enredo, as igrejas "endinheiradas" deveriam ajudar as pessoas mais necessitadas. Segundo o roteiro do desfile, "o abandono desses irmãos (necessitados) é a imagem da fé explorada de quem troca de um pedaço de pão por um pedaço de céu" (como diz a letra do samba-enredo). Na fantasia usada pelos componentes, a parte da frente retrata um pedinte maltrapilho, com vestes rasgadas e pedaços de pano em tons de azul. A parte de trás do figurino, em tons de dourado, simboliza o luxo de templos religiosos. Ala 11 (passistas mirins): "As Crianças e o Sonho de Um Futuro Colorido" A ala foi dividida em figurinos azuis para meninos e rosa para meninas. Segundo o roteiro do desfile, "a infância deve ser lúdica, uma fase da vida repleta de amor, encanto, proteção, brincadeiras e gostosuras, a qual meninos e meninas devem guardar na memória com saudade e ternura, alimentando o sonho de poder colorir o futuro com a doçura da imaginação. Mas o abandono calamitoso é um fator preocupante, que pode ocasionar traumas e adversidades, deixando ameaçada a inocência dos nossos bonecos e bonecas". Ala 12 (crianças): "O Bicho Papão da Educação e as Crianças Vendedoras de Balas" A ala de crianças da Beija-Flor representou as crianças que vendem bala nos sinais de trânsito da cidade. A ala foi dividida em dois figurinos. Na frente, as crianças desfilaram com roupas de estilo colegial e um tabuleiro com balas preso ao corpo, representando os vendedores de bala. Atrás das crianças, componentes desfilaram com fantasia de bicho-papão, simbolizando que "o abandono é o grande bicho-papão da educação, que, metaforicamente, devora a oportunidade de aprendizado infanto-juvenil". Ato 3: "Malabaristas da Vida" O terceiro ato do desfile representou as trupes de artistas que por falta de oportunidade e desvalorização da arte popular e da cultura em geral, ganham a vida se apresentando nas ruas e nos sinais de trânsito da cidade, fazendo malabarismos e diferentes números circenses. Componentes desfilaram com roupas e perucas coloridas que remetem ao circo. Alguns faziam malabarismos e andavam com pernas de pau. Segundo casal de mestre-sala e porta-bandeira (David Sabiá e Fernanda Love): "A Cultura Esfarrapada" Segundo o roteiro do desfile, David Sabiá, de 31 anos, e Fernanda Love, de 30 anos, simbolizaram "nobres maltrapilhos que bailam para driblar as mazelas sociais e as adversidades da vida com alegria e leveza, como se rodopiar fosse uma forma de contornar os problemas ocasionados pelo descaso". Ala 13 (passistas): "A Resistência do Povo das Ruas" A ala representou o povo de rua, como são cultuados, na Umbanda e no Candomblé, espíritos que em vida teriam ocupado espaços socialmente marginalizados. As passistas femininas da Beija-Flor desfilaram representando pombagiras, com fantasias em tons de preto, vermelho e dourado, ornamentada com rosas vermelhas. Os passistas masculinos da escola desfilaram representando os exús, com capa e cartola, elementos visuais relacionados à entidade. Rainha de Bateria (Raíssa Oliveira): "A Dona das Ruas - Rainha da Pista" Rainha de bateria da Beija-Flor pelo décimo sexto ano consecutivo, Raíssa Oliveira desfilou representando uma entidade do povo das ruas, com fantasia ornamentada em pedrarias, remetendo à estética comumente relacionado às pombagiras. Ala 14 (Bateria): "Somos das Ruas, Somos Malandros Boêmios" Ainda em referência ao povo das ruas, os 280 ritmistas da Bateria Soberana da Beija-Flor, comandados pelos mestres Plínio de Morais e Rodney Ferreira, desfilaram com terno e chapéu branco, remetendo aos malandros da Umbanda, que o enredo defende como sendo "os patronos das ruas, protegendo e salvaguardando os notívagos, pobres, abandonados e excluídos". Ala 15: "A Face da Saúde É a Foice da Morte - A Vida Abandonada ao Léu" A ala fez referência aos problemas no sistema público de saúde no Brasil. A fantasia da ala é decorada com elementos comumente relacionados à morte como caveira e foice. Segundo o roteiro do desfile, "a saúde pública no Brasil talvez seja o retrato mais fiel de como os brasileiros estão abandonados ao léu. Faltam profissionais, aparelhos, leitos, medicamentos, atendimento médico. Em busca de tratamento e cura, a notícia de frequentes casos de morte. Essa convivência naturalizada com o descaso e o óbito são o diagnóstico de um Brasil doente, onde está cada vez mais difícil honrar e exercer a medicina". Ala 16: "A Violência Generalizada à Procura da Salvação, Um Pedido de Paz" A ala fez alusão aos problemas de segurança pública no país. Componentes desfilaram com fantasias em estampa camuflada, no estilo das fardas militares. O esplendor da fantasia tinha um desenho colorido de casas de favela na frente e a forma de uma asa de anjo atrás, simbolizando os pedidos de paz. Ala 17: "Pintou Sujeira! Poluição, a Materialização do Abandono" A ala remeteu aos problemas de questão ambiental. Na fantasia da ala, retalhos de tecido preto, simbolizando a poluição, junto a representações de plantas e animais. Ato 4: "Estenda a Mão, Meu Senhor - Pedintes, Vítimas do Abandono e do Descaso" No quarto ato do desfile, os componentes representaram os moradores em situação de rua e os catadores de lixo, mais um grupo, segundo o enredo, negligenciado pelas políticas públicas no país. O figurino dos desfilantes foi confeccionado com retalhos de tecido. Alegoria 3: "O Abandono (Arquétipos que Espelham a Criatura)" A terceira alegoria do desfile abordou os sintomas do abandono da criatura pelo seu criador. A parte frontal do carro alegórico retrata um lixão com crianças brincando em meio ao "lixo". Uma grande escultura articulada, com as feições do monstro de Frankenstein, como se estivesse coberta de lixo, se ergue em meio ao "lixão". O cenário também é composto por caixões, com reproduções de corpos de pessoas mortas, cobertos com flores, incluindo de crianças e policiais militares. Nos caixões, inscrições como "mais uma esperança se foi", "mais um PM morto", "vingança" e "bala perdida". Há também componentes interpretando mães ao lado de policiais militares deitados em macas hospitalares. O "lixo" e as tubulações de esgoto nas laterais da alegoria simbolizam também os problemas de saneamento básico na cidade. Atrás do cenário do lixão, uma reprodução do Morro do Corcovado localiza a ambientação na cidade do Rio de Janeiro. À frente do Morro, uma reprodução da obra O Pensador, do escultor francês Auguste Rodin, que no desfile simboliza "a desilusão diante do abandono da sociedade, o caos do dia-a-dia em que vivemos, com desprezo das áreas de saúde, segurança pública e educação". O "morro" da alegoria é "vazado", e dentro dele ocorre a encenação de uma sala de aula com estudantes. Em determinado momento da coreografia, um aluno saca uma arma e atira em outro, representando a violência nas escolas. A apresentação é finalizada com um banner com a inscrição "Educação - Oh pátria amada, por onde andarás?" (trecho do samba-enredo do desfile). O "morro" também é entrecortado por um túnel, onde componentes encenam assaltos a mão armada a turistas, ciclistas e motoristas. A parte traseira da alegoria simula um condomínio de luxo todo gradeado, como se fosse uma prisão, numa referência contrária ao senso de liberdade dos presos retratados na alegoria anterior. |
| Setor 4: "A Intolerância" |
| O quarto setor aborda diversos tipos de intolerância, fazendo analogia com a relação de Dr. Victor e sua criatura. O monstro de Frankenstein é rejeitado por seu criador por ser estranho e diferente, quando só queria ser amado. Ala 18: "A Fé de Cada Um de Nós - Intolerância Religiosa" A ala fez referência à intolerância religiosa no Brasil. Na fantasia utilizada pelos componentes, o lado vermelho remetia ao Cristianismo, enquanto o lado branco, decorado com búzios, remetia às religiões afro-brasileiras. Ato 5: "Caldeirão Religioso - Os Caminhos da Fé" O quinto ato do desfile simbolizou a diversidade religiosa brasileira. Dez figurinos diferentes foram utilizados na ala, cada um representando uma religião diferente. Ala 19: "Negativa É a Intolerância, Positivo É Iluminar a Mente!" A fantasia da ala foi baseada nos conceitos de elétrodo (polo) negativo e positivo para criticar a aversão ao que é diferente e lembrar do ditado que diz que "os opostos se atraem". Segundo o roteiro oficial do desfile, "a intolerância é constituída quando paramos de pensar, e essa alienação vem da fragilidade dos indivíduos, que conseguem identificar apenas aquilo que os separa, não o que os une". O figurino dos desfilantes era metade na cor preta, simbolizando o polo negativo, e metade na cor branca, simbolizando o polo positivo. O chapéu da fantasia tinha a forma de uma lâmpada. Ala 20: "Intolerância Sexual - Se Expressar Pode!" A ala trata de maneira leve e bem-humorada a questão da intolerância sexual. Componentes com fantasias cor-de-rosa e componentes com fantasias na cor azul, trocam partes do figurino, simbolizando a liberdade de transgénero, transexuais, travestis e drag queens, de ser o que quiser. Ala 21: "Bonecas Beija-Flor" A ala promoveu uma disputa entre componentes vestidos de bonecas estilo "nega maluca" e outro grupo vestido como as bonecas de estilo Barbie, geralmente brancas, loiras, de olhos azuis. Em determinado momento, os dois grupos encenam uma briga e em seguida fazem as pazes, trocando demonstrações de carinho para celebrar as diferenças de estereótipos. Os componentes vestidos de "nega maluca" usavam luvas pretas e tinham o rosto pintando de preto, prática conhecida como blackface. Ala 22: "Bloco das Piranhas - Será que Ele É?" A ala fez referência ao tradicional Bloco das Piranhas, muito comum no carnaval do Brasil. O bloco tem como principal característica a descontração de se travestir do sexo oposto para brincar no carnaval, sendo predominante encontrar homens travestidos de mulher. Componentes desfilaram com fantasias em tom carnavalesco e com traços exageradamente femininos. Ala 23: "Intolerância Racial - Discriminação É Crime!" A ala abordou o preconceito racial. Divididos em fantasias masculinas e femininas, os componentes da ala desfilaram com figurinos estampados com grafismos inspirados na arte africana. Também usavam perucas de cabelo afro. Ala 24: "Punk Nordestino - Diversidade Cultural" A ala celebrou a diversidade cultural brasileira. Componentes desfilaram com fantasias inspiradas na estética punk, mas segurando uma boneca com estética baseada na arte nordestina, simbolizando a união entre estilos tão distintos e o respeito por aquilo que é considerado estranho ou diferente. Ala 25: "Intolerância no Esporte - Falta de Espírito Desportivo É Estupidez!" A ala fez alusão às brigas entre torcidas de futebol. Componentes desfilaram com fantasias na forma de um tanque de guerra misturado com cavalo de batalha. Cada fantasia carregava um escudo e a bandeira de times brasileiros. Ato 6: "Ganância Veste Terno, Gravata e Cartola" No sexto ato do desfile, componentes desfilaram de terno e gravata com uma cartola com os escudos de times brasileiros. Da cartola saíam reproduções de cédulas de cem reais. O grupo representou os "cartolas" (como são chamados os dirigentes dos clubes de futebol) que lucram através de negociações e transações ilícitas envolvendo campeonatos, passes de jogadores e destino de ingressos. Ato 7: "A Irracional Intolerância das Torcidas - Hostilidade Imbecil" O sétimo ato do desfile fez referência às brigas entre torcidas de futebol. Segundo o roteiro do desfile, "muitos torcedores parecem usar o futebol para liberar suas frustrações e seus ressentimentos da maneira mais agressiva e irracional possível [...] Provocam brigas e confusões protagonizando episódios que não têm nada a ver com paixão, lazer e entretenimento; é a hostilidade descabida e a violência gratuita de gente intolerante e ignorante". Assim como nas alas anteriores, as fantasias tinham escudos de vários times de futebol brasileiros. Componentes carregavam nas costas uma estrutura que, quando puxada, formava a metade de uma bola de futebol. Alegoria 4: "A Intolerância (Arquétipos que Espelham a Relação Entre Dr. Frankenstein e a Criatura)" A quarta alegoria do desfile reuniu todas as referências de intolerância citadas nas alas anteriores do setor. O formato do carro alegórico remete ao Estádio do Maracanã. Do centro da alegoria, que simboliza o gramado do estádio, saíam estruturas de ferro que formam a figura de um galo, numa crítica às brigas de torcidas dentro dos estádios que, na visão do enredo, "mais parecem uma rinha de galo". A alegoria é decorada com esculturas de gladiadores romanos, fazendo um paralelo entre os combates físicos realizados no Coliseu e as brigas de torcidas no Maracanã. Na parte alta da alegoria, componentes manipulavam estruturas com placas com diversas inscrições de intolerâncias: "genocídio", "racismo", "xenofobia", "feminicídio", "homofobia", "rancor", "ódio", "discriminação", e "preconceito. Quando unidas, as placas formavam o rosto da criatura de Frankenstein, consagrado no filme homônimo de 1931, simbolizando a intolerância de Dr. Victor com a sua criação. Na parte frontal da alegoria, Pabllo Vittar desfilou com um maiô prateado e uma capa com as cores da bandeira LGBT em degradê, representando "A luta contra a intolerância de gênero". O figurino, avaliado em 12 mil reais, foi assinado pela estilista Michelly X. Na traseira da alegoria, Jojo Todynho desfilou com a fantasia "Representação contra a intolerância racial e a xenofobia". A cantora encenava uma briga com um componente fantasiado de gladiador romano. |
| Setor 5: "A Redenção" |
| O último setor do desfile apresentou a redenção da criatura que, na visão do enredo, só queria ser amada pelo seu criador. O carnaval é apresentado como símbolo dessa redenção por ser uma festa democrática, onde todos podem se divertir. Ala 26: "A Esperança de Dias Melhores" A ala simbolizou a esperança do povo brasileiro em dias melhores diante dos diversos males que acometem o país. Componentes desfilaram com fantasias na forma de uma "esperança", como é conhecido no Brasil a família dos insetos tetigoniídeos. Na cultura brasileira existe a crença de que o inseto simboliza boa sorte, principalmente quando pousa em uma pessoa. Ala 27: "Rei Momo - O Anfitrião da Festa Democrática" Componentes da ala desfilaram fantasiados de Rei Momo, figura que representa o anfitrião do carnaval no Brasil. Ala 28: "O Zé Pereira Carnavalesco" Componentes da ala desfilaram com fantasias que remetem ao Zé Pereira, forma de diversão carnavalesca caracterizada por um ou vários foliões que desfilam tocando tambores ou bumbos pelas ruas da cidade. Com fantasias em tons de amarelo e laranja, componentes carregavam reproduções de bumbos e baquetas, tal qual os foliões do Zé Pereira. Ala 29: "Os Negros e a Nossa Pequena África" A ala representou a contribuição dos negros para o carnaval brasileiro. Divididos em figurinos femininos e masculinos, componentes desfilaram com fantasias inspiradas na arte rústica africana de forma carnavalizada. Ala 30: "Damas de Casa - Senhoras Soberanas" Com fantasias predominantemente amarelas, compostas por luvas, leque e chapéu, componentes da ala representaram as mulheres chefes de família, "que renunciam aos seus sonhos e aspirações individuais para dedicarem suas vidas aos filhos, à família e aos afazeres domésticos". Segundo o enredo, o carnaval "é um momento libertador também para essas damas". Ala 31: "Pierrô e Colombina - A Elite Bal Masqué Também Cai no Samba" A ala foi dividida em duas fantasias: de Pierrot para os homens e de Colombina para as mulheres. Pierrot e Colombina são personagens da Commedia dell'Arte italiana, que inspiram fantasias de carnaval em todo o mundo. Ala 32: "Arlequim Também É Bem Vindo!" Componentes da ala desfilaram fantasiados de Arlequim, personagem da Commedia dell'Arte que forma um triângulo amoroso com Pierrot e Colombina. Terceiro casal de mestre-sala e porta-bandeira (Mosquito e Emanuelle Martins): "A Redenção do Samba" Com fantasias em tons de azul, Emanuelle Martins, de 21 anos, e Mosquito, de 36 anos, representaram "a redenção do samba", lembrando que, em tempos passados, sambistas foram perseguidos e marginalizados, sendo ligados à vadiagem. Ala 33 (baianinhas): "A Paz em Luto" Na saia da fantasia das baianinhas, flores pretas em sinal de luto. Na parte de cima da fantasia, a cor branca sinaliza a paz. No costeiro da fantasia, a reprodução de uma pomba da paz. Segundo o roteiro do desfile, "diante de uma realidade tão dura no que diz respeito à nossa pátria, a pomba branca da paz aparece junto às flores negras, em sinal de luto pela paz perdida". Ala 34: "Celebrando a Paz" Componentes da ala desfilaram com fantasias predominantemente brancas, simbolizando um pedido de paz. O chapéu da fantasia tinha a forma de uma pomba branca, símbolo da paz. Ala 35 (compositores): "Plêiade do Samba" A ala de compositores da Beija-Flor desfilou de terno branco, representando a paz. Ala 36 (velha guarda): "A Sábia Voz da Experiência Clama por Paz" A velha guarda da escola também desfilou de roupa branca em sinal de paz. Ato 8: "O Bloco dos Sujos - Um Arrastão de Alegria" No oitavo ato do desfile, componentes desfilaram com fantasias diversas, formando um bloco de sujo, manifestação popular típica do carnaval de rua no Brasil, onde um grupo de foliões fantasiados se reúne para desfilar pelas ruas da cidade, cantando e sambando marchinhas carnavalescas e sambas-enredo. Destaque de chão (Cláudia Raia): "A Grande Anfitriã da Celebração da Paz" Madrinha da Beija-Flor, a atriz Cláudia Raia desfilou a frente da última alegoria da escola. O figurino, um macacão prateado colado ao corpo, foi assinado pela estilista Michelly X. Alegoria 5: "Ensinando a Amar" A quinta e última alegoria do desfile simbolizou o carnaval como uma possibilidade de redenção. Em paralelo, a alegoria também celebrou os setenta anos da Beija-Flor, completados em 25 de dezembro de 2018. Nas cores da escola, azul e branco, o carro alegórico é todo decorado com reproduções de beija-flores e pombas brancas. A parte frontal da alegoria exibe um letreiro com a inscrição "Mas o samba faz essa dor dentro do peito ir embora", trecho do samba-enredo do desfile; além da inscrição "70 anos de glória" em referência ao aniversário da escola. Na parte traseira, a reprodução de um grande beija-flor com suas asas em formato similar aos arcos da Praça da Apoteose. Ato 9: "Passeata Popular - A Voz das Ruas" O nono e último ato reuniu componentes interpretando figuras do cotidiano como bandidos, policiais, moradores de rua, estudantes, turistas, travestis, gays, pastores, prostitutas, entre outros tipos. O grupo simulou arrastões, mortes por arma de fogo e exibiu mensagens como "Quero mais emprego", "Chega de bala perdida" e "Cuidar das crianças é cuidar do futuro". Tripé 3: "A Redenção" Acompanhando o último ato, o terceiro tripé do desfile reproduziu três versões da obra Pietà, de Michelangelo: - O monstro de Frankenstein segurando seu criador, Dr. Victor, morto, em referência ao final da história escrita por Mary Shelley. - A obra Criança Morta, da série Retirantes, de Candido Portinari, com uma mãe segurando seu filho, desnutrido, morto. - Uma mãe segurando seu filho policial morto. |

## Recepção dos especialistas
O desfile dividiu a opinião dos especialistas. Foram elogiados os chamados "quesitos de chão" (harmonia e evolução), além da parte musical (bateria e samba-enredo) e o casal Selminha e Claudinho; enquanto a plástica (alegorias e fantasias), enredo e comissão de frente, foram duramente criticados. Alguns veículos de imprensa sequer listaram a Beija-Flor entre as favoritas ao título.
Bernardo Araujo, do jornal O Globo, listou Portela, Salgueiro e Mangueira como as favoritas ao campeonato. Sobre a Beija-Flor, o jornalista escreveu que a escola "passou seu recado, ao som de um samba belíssimo, mas não o fez de forma carnavalesca [...] desistindo do luxo que a caracteriza há 40 anos para contar, de forma teatral, o enredo". Ainda segundo Araujo, a escola de Nilópolis só chegaria ao Desfile das Campeãs "com boa vontade dos jurados". Para Tony Goes, da Folha de S.Paulo, a Beija-Flor "recuperou a verve dos tempos do carnavalesco Joãosinho Trinta e fez um desfile memorável, ressaltando as mazelas da corrupção brasileira (mas, convenientemente, esquecendo que seu patrono, Anísio Abraão David, está condenado a 48 anos de prisão)".

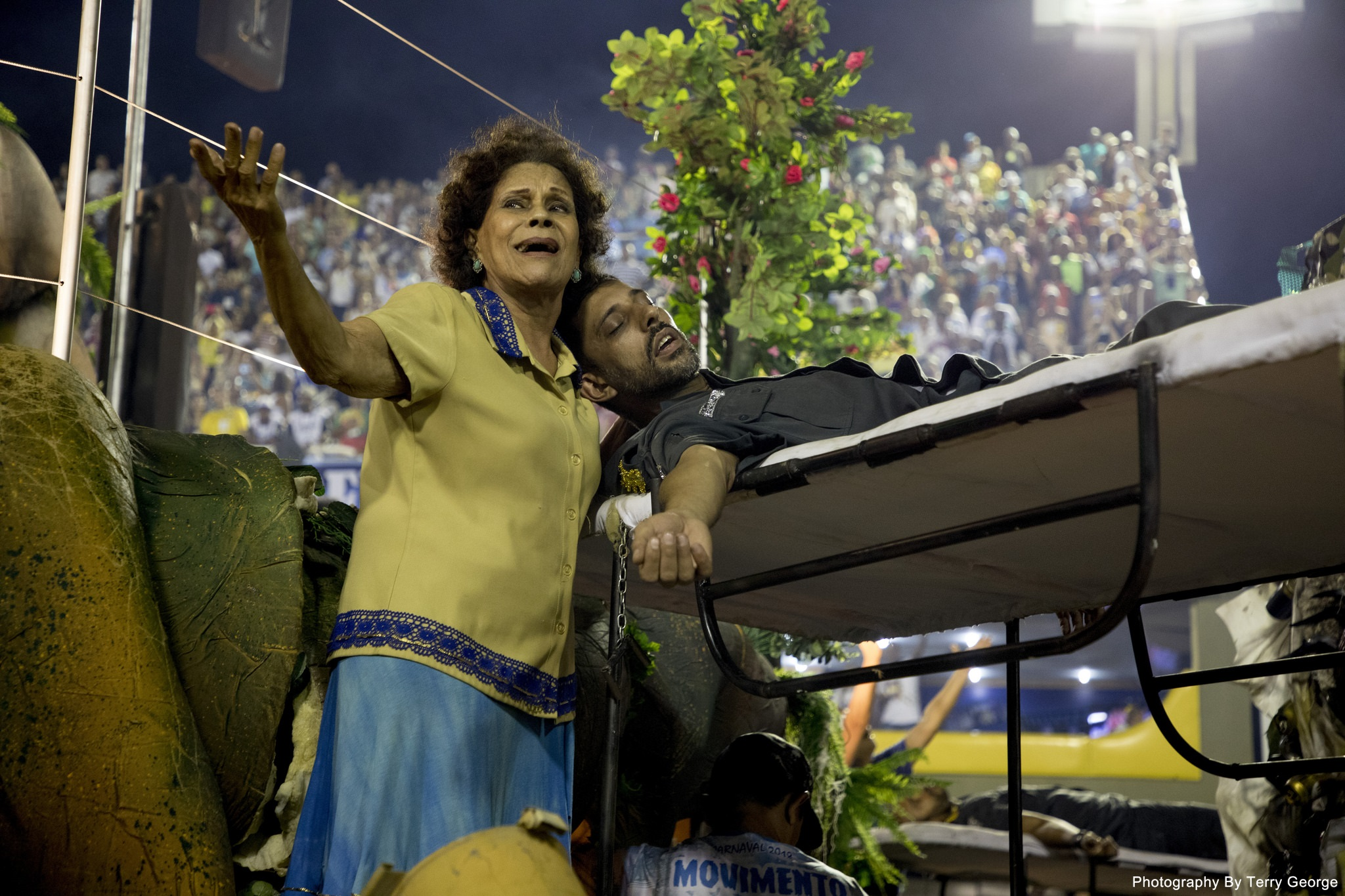
Uma mãe chora ao ver seu filho policial baleado. Trajes comuns e falta de carnavalização foi criticada pelos especialistas.

Anderson Baltar, do UOL, apontou Salgueiro e Mangueira como as favoritas. O jornalista escreveu que a Beija-Flor não merecia vencer o carnaval porque "usou e abusou de imagens sem qualquer espécie de carnavalização [...] e, em muitos casos, resvalaram no mau gosto", criticando as encenações de um tiroteio em sala de aula e de um policial baleado agonizando. Ainda segundo Baltar, "não é justo e correto que outras doze concorrentes, cujos profissionais pensam, por meses, em um conceito de desfile e em deixar suas alegorias e roupas bem acabadas e inteligíveis, percam para um festival de carros sem cuidado e não-fantasias passando", finalizando que a escola poderia vencer "escorada pela comoção pública e pela força dentro dos bastidores".
Leonardo Bruno e Ramiro Costa, do Extra, colocaram Salgueiro, Mangueira e Paraíso do Tuiuti na briga pelo título, destacando que a Beija-Flor "foi a grande decepção do ano, com uma concepção de desfile equivocada, uma qualidade visual inferior à sua tradição e um descasamento claro entre alegorias e fantasias, num enredo que se mostrou um balaio de gatos". Para os jornalistas, "o enredo não mostrou consistência ao atirar para todos os lados. E a nova proposta de alegorias, com uma estética realista demais, era pouco carnavalesca. Os carros não tinham requinte estético, e as fantasias traziam uma proposta totalmente diferente. Vale destacar o casal de mestre-sala e porta-bandeira, Claudinho e Selminha, que dançou muito".
Aydano André Motta escreveu que "no fundamental aspecto estético, a azul e branco fracassou. Nos essenciais samba e evolução, brilhou intensamente". Para o jornalista, "a crítica reprovou a apresentação nilopolitana, pelo desprezo ao acabamento de alegorias e à qualidade das fantasias, que se desmancharam avenida afora. O carro que representava a sede da Petrobras, para falar de corrupção parecia inacabado, na madeira; boa parte das encenações causava incômodo, e não o alegre prazer do carnaval. (E teve blackface, imperdoável ícone racista.)". Aydano ainda elogiou os desempenhos de Neguinho da Beija-Flor, Selminha e Claudinho, e pontuou que "a impressionante multidão foliã, que foi atrás da escola e cantou o samba à capela, mesmo depois de a bateria silenciar, transformou a apresentação na mais importante do ano, por construir apoteose que entra para a história da festa" e que "o sarapatel de críticas às mazelas sociais abarcou correntes diversas, ao tratar de racismo e homofobia, machismo e poluição ambiental – agendas da esquerda –, de carga tributária e corrupção – temas que a saga política associou à direita. E no meio, a violência, que mobiliza todas as 43568 correntes ideológicas".
Os jurados do prêmio Estandarte de Ouro criticaram o desfile. Para Luiz Antonio Simas, a Beija-Flor "apresentou um enredo de difícil compreensão, com problemas na estrutura narrativa, e deixou a desejar nos aspectos visuais. Por outro lado, o ótimo desempenho do casal de mestre-sala e porta-bandeira, da bateria e do samba-enredo favoreceram a comunicação com o público". Para Marcelo de Mello, "a escola deixou de lado seu estilo de alegorias, e pôs no lugar uma teatralização de mau gosto. Trocou o luxo de sempre por movimentos desconexos na dramatização". Maria Augusta Rodrigues pontuou que "a parte alegórica não trouxe as características da escola". Dorina classificou o desfile como impactante, pontuando que "às vezes a gente não quer ver aquilo na Avenida, mas é o que está nas ruas o tempo todo". Para Bruno Chateaubriand, "o enredo pode parecer confuso, mas as pessoas davam significado àquilo tudo. Os desfilantes visualizavam aquilo na vida deles, cantavam com o coração". Para Alberto Mussa, "o que chocou foi a desorganização do enredo e o mau gosto de algumas imagens". Aloy Jupiara lembrou que "a Beija-Flor se propôs a fazer uma crítica social e política. Ela fez isso em 1989, com Ratos e urubus... Larguem a minha fantasia. Mas não há margem de comparação. O Joãosinho Trinta carnavalizou os mendigos. Esse ano, aquilo não se realizou e corrompeu as características da escola". Felipe Ferreira apontou que a Beija-Flor "anulou os destaques, um personagem importante que surge praticamente junto com as escolas de samba. Vários deles não saíram, e os que saíram foram reduzidos a composições da última alegoria". Para Luís Filipe de Lima, "a bateria, que tem passado sempre com andamento cadenciado, teve o mérito de manter sua característica. Mas foi pouco arrojada, poderia ter esquentado mais o samba".
Em sua crônica, o jornal O Dia escreveu que "o enredo da agremiação foi desenvolvido de forma confusa e as alegorias apresentaram acabamento abaixo do esperado. [...] a escola causou um grande choque na Sapucaí. Os carros apresentavam uma grande poluição visual complicando demais a resolução do enredo. As alas também não ajudaram a agremiação no seu desfile. O ponto positivo ficou por conta dos quesitos de chão. O belo samba-enredo foi muito bem executado pela bateria comandada pelo mestre Rodney. A harmonia da escola foi mais uma vez o rolo compressor e deverá fazer com que a agremiação conquiste boas notas [...] a escola não fez um desfile que a credenciasse a lutar pelo título do Carnaval. A apresentação experimental acabou mostrando uma qualidade bastante duvidosa". Fabio Grellet, do Estadão, foi um dos poucos a apontar a escola como favorita, escrevendo que "mesmo trocando seu tradicional luxo por fantasias que em muitos casos representavam o lixo, a escola é candidata ao título".
Para Guilherme Ayupp, do site Carnavalesco, "apesar da pesada crítica e do discurso em tom elevado, quesitos como enredo e alegorias apresentaram falhas no desfile". O jornalista elogiou o samba-enredo e seu intérprete oficial ("Neguinho da Beija-Flor levantou as arquibancadas com a condução de uma das obras mais populares do carnaval. O refrão, que trazia uma mensagem forte, acabou sendo bastante cantado pela escola e pelas próprias arquibancadas. Em perfeita harmonia com a bateria, o carro de som foi o ponto alto da atuação do samba"); a evolução da escola ("componentes evoluíram com alegria e desenvoltura"); a harmonia ("As alas cantaram forte o samba-enredo. Em todos os setores houve a mesma intensidade de canto. A comunicação com o público acabou impulsionando arquibancadas e frisas a também cantarem, o que deu ainda mais volume"); Selminha e Claudinho ("O entrosamento de mais de vinte carnavais fez mais uma vez grande diferença"); e as fantasias ("Estavam bem adequadas ao enredo e a realização dos figurinos teve uma das leituras mais compreensíveis de todo o Grupo Especial"). Foram criticadas a comissão de frente ("a realização da coreografia se deu de maneira confusa e sem clareza, dificultando sensivelmente sua compreensão [...] Não houve comunicação com o público"); as alegorias ("Houve falhas de concepção e realização em praticamente todos os carros"); e o enredo ("o desfile teve falhas graves de realização da proposta. A setorização não se mostrou de maneira clara na avenida, carecendo de uma melhor continuidade entre um setor e outro").
Em análise para o site Carnavalesco, Eugênio Leal escreveu que "a Beija-flor encerrou os desfiles revertendo a lógica do carnaval. As pessoas vão à Sapucaí para navegar no mundo dos sonhos; ver carros grandiosos e brilhantes; fantasias coloridas cheias de pluma; componentes de corpos pintados, corpos esculturais seminus e coisas do tipo. Querem fugir da realidade. O que a escola de Nilópolis fez foi jogar na cara das pessoas a esta realidade que as espera quando deixam o sambódromo". Em sua crítica, o portal Carnavalize escreveu que "o enredo não funcionou bem e não se fez claro, sem um fio condutor, e as críticas feitas não conversaram entre si. O visual inovador da escola gerou controvérsias" e que "a Comissão de Frente fez uma apresentação sem momentos de destaque e por vezes confusa", mas elogiou o casal Selminha e Claudinho ("fizeram uma boa apresentação e foram muito aplaudidos pela arquibancada"), além de Neguinho da Beija-Flor, a harmonia e a bateria da escola.
Os comentaristas do site SRzd analisaram os pontos positivos e negativos da apresentação. Para Raquel Valença, "o que mais fez falta ao desfile foi enredo. Não havia começo, meio e fim. De geleira a punk nordestino, um desfile de carros sem beleza e sem acabamento [...] nem os componentes pareciam convencidos do novo discurso da escola". Analisando o desempenho de Selminha e Claudinho, Eliane Santos Souza escreveu que "a graça, a leveza e a majestade do casal pôde ser observada durante a realização dos movimentos coordenados onde se destacaram o equilíbrio e a reciprocidade da dupla". Para Bruno Moraes, "o belo desfile da bateria da Beija-Flor teve o seu grande destaque o andamento. Aquela batucada autêntica e swingada já é característica da bateria do mestre Rodney. Fez boas apresentações nas cabines 1, 2 e 3, porém, no módulo 4, a bateria não foi tão firme quanto nos demais. No geral foi um ótimo desfile dos ritmistas de Nilópolis".
Jornalistas que cobrem política também deram opinião sobre o desfile. Para Josias de Souza, "o desfile foi apoteótico. Mas faltou à Beija-Flor uma ala sobre o patrono da escola, o contraventor Aniz Abraão David. Anízio, como é chamado, carrega no prontuário uma sentença de primeira instância: 48 anos de cadeia por corrupção ativa, lavagem de dinheiro, sonegação fiscal e contrabando". Ascânio Seleme escreveu que a Beija-Flor "acertou ao retratar o Rio de Sérgio Cabral, com seus jantares fartos e guardanapos na cabeça, mas errou ao praticamente ignorar o PT (Partido dos Trabalhadores) no seu enredo de ratazanas".

## Julgamento oficial

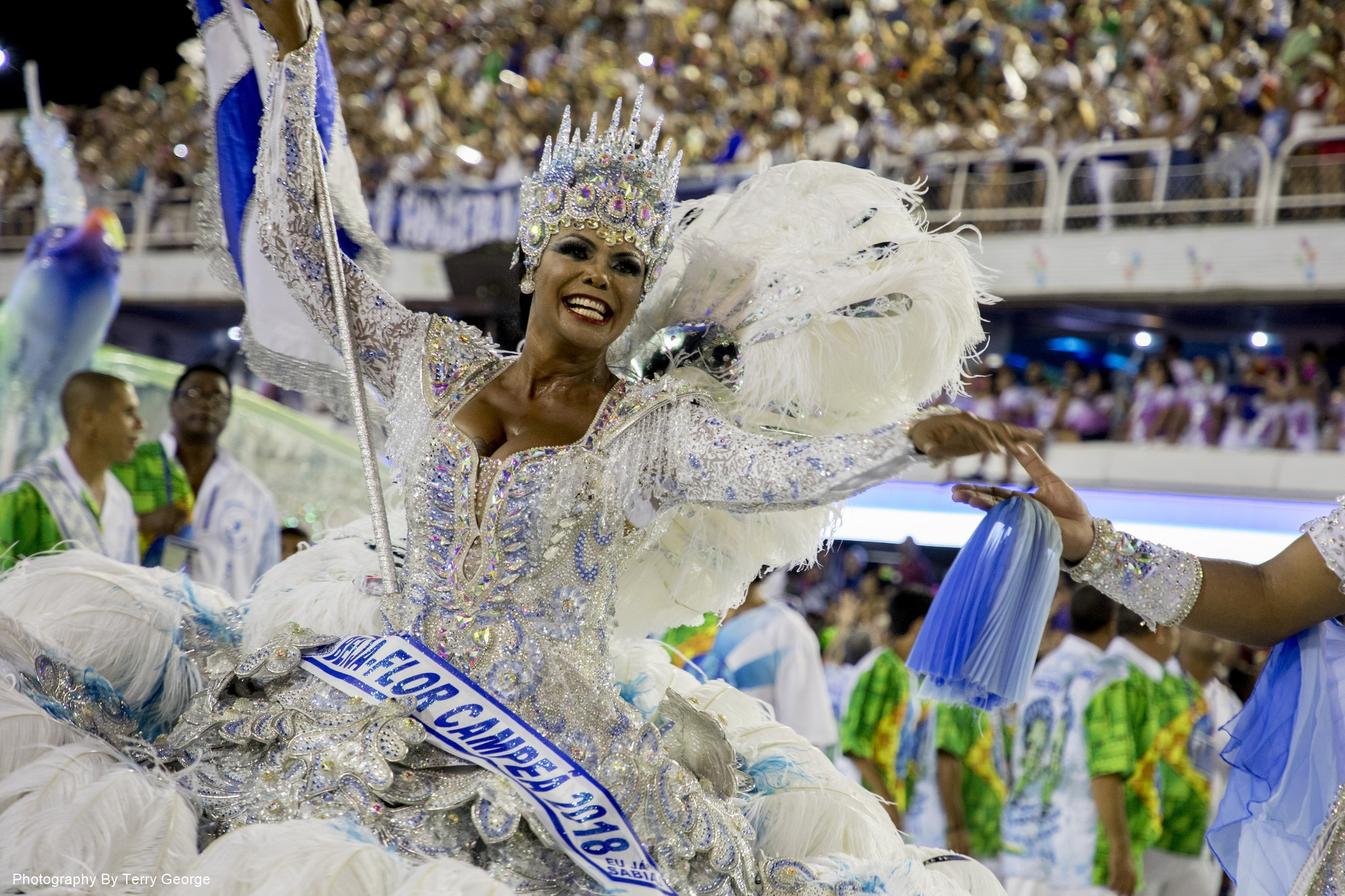
Selminha Sorriso durante o Desfile das Campeãs.

A Beija-Flor foi a campeã do carnaval de 2018 com um décimo de vantagem sobre Paraíso do Tuiuti e Salgueiro. A escola de Nilópolis conquistou seu 14.º título de campeã da folia carioca, três anos depois de sua conquista anterior, em 2015. Com a vitória, a escola foi classificada para encerrar o Desfile das Campeãs, que teve início na noite do sábado, dia 17 de fevereiro de 2018, no Sambódromo da Marquês de Sapucaí.
Impedida de usar sua quadra, interditada pelo Ministério Público por apresentar problemas estruturais, a Beija-Flor montou um palco com telão numa praça próxima à quadra para seus torcedores acompanharem a apuração. Com a confirmação do título, as ruas no entorno foram tomadas por milhares de pessoas. Cerca de vinte tonéis de latinhas de cerveja foram comprados pela escola para serem distribuídos na festa do título. O troféu foi levado em carreata pelas principais ruas da cidade, em cima de um carro de som, pelos componentes e diretores da escola.

### Justificativas
A nota máxima (dez) não é justificada. Abaixo, as justificativas das notas abaixo de dez:
- O julgador Artur Nunes Gomes, do módulo 1 de Enredo, deu nota 9,9 para a escola porque a ala 5 "não conseguiu materializar sua proposta em razão da ausência da mala que consta no figurino do livro abre-alas e expressa a absoluta riqueza material, conforme descrita na justificativa da fantasia" e também porque na ala 31 "o Pierrô apresentou-se sem o instrumento musical que consta no figurino da fantasia apresentado no livro abre-alas e que compõe sua representação tradicional.[80]
- Pérsio Gomyde Brasil, do módulo 3 de Enredo, deu nota 9,9 por um conjunto de fatores: a ala 5 "não trouxe a maleta de dinheiro" conforme descrito no livro abre-alas; o figurino do ato 4 "é diferente do que consta no livro abre-alas"; na indumentária da ala 18 "faltou o elemento necessário"; e após o ato 8 desfilou "um grupo com bandeiras não roteirizado".[81]
- Cláudio Luis Matheus, do módulo 3 de Bateria, deu nota 9,9 para a escola alegando "pouca criatividade". O julgador também apontou que "a bateria se deslocou no momento da convenção do refrão, causando imprecisão".[82] A nota foi descartada por ter sido a menor do quesito.
- Beatriz Badejo, do módulo 2 de Mestre-sala e Porta-bandeira, deu nota 9,9 para Claudinho e Selminha alegando que "o casal aproximou-se do módulo de julgamento dançando, sem pausa para a introdução do bailado e apresentação da bandeira, como todos costumam fazer em suas exibições". A julgadora também alegou "início atropelado".[83] A nota foi descartada por ter sido a menor do quesito.
- Paulo César Morato, do módulo 3 de Comissão de Frente, deu nota 9,9 para a escola. O julgador elogiou a qualidade da ideia proposta e o cenário de terror gótico montado, mas alegou que faltou "desenvolver mais essa excelente ideia, pois acabou ficando híbrido e incompleto em termos de realização, comprometendo a narratividade ao público".[84] A nota foi descartada por ter sido a menor do quesito.
- Soter Bentes, do módulo 1 de Alegorias e Adereços, deu nota 9,9 para a escola. O julgador escreveu que na primeira alegoria, "a estrutura do barco que ia levantar não funcionou, prejudicando o entendimento das funções do espaço" e que "a alegoria 2 também não funcionou bem quando passou pelo módulo 1, e fiquei sem entender o uso dos espaços vazios da estrutura que simbolizava o prédio da Petrobras".[85]
- Rebeca Kaiser, do módulo 2 de Alegorias e Adereços, deu nota 9,9 porque a encenação e transformação da primeira alegoria "não aconteceram em frente ao módulo, logo não foi possível ver todos os elementos nem entender a representação proposta do argumento da obra".[86]
- Madson Oliveira, do módulo 3 de Alegorias e Adereços, deu nota 9,9 alegando que "o conjunto alegórico apresentado foi quase que totalmente teatralizado, com pouco carnavalização, arriscando-se na estética de figurinos cênicos realistas ao invés de fantasias. Isso foi notado no carro abre-alas, elementos cenográficos e alegorias de numero 2 a 4".[87]
- Paulo Paradela, do módulo 1 de Fantasias, deu nota 9,9 para a escola justificando que "o diabo presente no costeiro da fantasia da ala 2 estava despencando em alguns componentes"; na ala 5 "não foi identificado o elemento mala de dinheiro que é descrito no livro abre-alas" e na ala 24 "os bonecos que compunham a fantasia estavam, em alguns casos, despencando, comprometendo a estética/realização".[88]
- Helenice Gomes, do módulo 3 de Fantasias, deu a nota mais baixa do desfile: 9,8. A julgadora argumentou que "na realização das fantasias, foram observadas algumas faltas de adereços que constam no caderno abre-alas e falhas pontuais", citando a ala 2, em que "alguns costeiros estavam tombando pra trás, comprometendo o visual"; a ala 5, em que "faltou a mala que fazia parte da proposta da fantasia"; a ala 18, onde "faltou o incensário, adereço que compõe a indumentária"; além do ato 4, onde "a fantasia apresentada era diferente da que constava no livro abre-alas".[89]

## Repercussão da vitória
"Dedico a conquista desse carnaval ao povo de Nilópolis e especialmente ao Laíla pela luta que ele teve pra conseguir 'botar' o carnaval na rua. Tivemos alguns problemas, mas hoje Nilópolis é nossa. O título veio com certa dificuldade, mas no fim o nosso samba conseguiu se impor e prevalecer".

— Leo Mídia, um dos integrantes da comissão de carnaval da escola.
Ao final da apuração diversas celebridades usaram as redes sociais para celebrar a vitória da Beija-Flor. O perfil oficial da Polícia Militar do Estado do Rio de Janeiro nas redes sociais parabenizou a escola pelo título e postou uma imagem do último tripé do desfile, com a escultura de uma mãe segurando o filho policial morto.
Especialistas divergiram sobre o resultado. Leonardo Bruno, em análise para O Globo, escreveu que "o júri oficial, tão criticado por ser técnico, frio e calculista, dessa vez foi populista. Premiou a escola que foi abraçada pelo povo, sem observar falhas no enredo, na comissão de frente, e na concepção das alegorias.
Artur Xexéo, também d'O Globo, elogiou o resultado, apontando que "a Beija-Flor fez o que mais se espera de uma escola de samba: surpreendeu. Ao organizar um desfile teatralizado, trouxe para o Sambódromo cenas do cotidiano brasileiro. A corrupção e a violência foram mostradas de forma carnavalesca por meio de alas fantasiadas de políticos com malas de dinheiro ou encenações de crianças atingidas por balas perdidas na escola. As alegorias foram criticadas. Pareciam simples demais. Eram mesmo. O carro que tentava reproduzir o edifício da Petrobras era até feio. Mas, quando ele se transformava e exibia cenas múltiplas vividas numa favela, tornava-se deslumbrante".
Para Ramiro Costa, do Extra, a Beija-Flor perdeu "muito pouco diante do que se esperava, frente à reação negativa gerada pelo visual da escola [...] O júri, que em geral é tão rigoroso nos quesitos visuais, dessa vez se deixou contagiar pela emoção". Ricardo Noblat, da Veja, elogiou o resultado, apontando que "Beija-Flor e Tuiuti foram as duas escolas que mais empolgaram o público no Sambódromo".
Carnavalesco e comentarista de carnaval da Super Rádio Tupi, Luiz Fernando Reis discordou do resultado, creditando a vitória da escola a Laíla: "não foi a parte plástica, não foi o Misailidis (coreógrafo, autor do enredo e de parte das concepção dos carros). A comunidade da Beija-Flor ganhou o carnaval, com samba, harmonia, evolução". Reis também criticou o uso do edifício da Petrobras como símbolo de corrupção pela escola: "Foi uma falha de enredo monumental. A Petrobras é a maior empresa brasileira, motivo de orgulho nacional. As besteiras foram feitas por seus gestores, e não pela empresa. Então vamos falar deles, e não da Petrobras".
Bernardo Araujo, d'O Globo, também discordou dos jurados, apontando que "além das tradicionais e merecidas boas notas em samba-enredo, bateria, evolução e mestre-sala e porta-bandeira, o fraquíssimo trabalho visual foi punido com poucos décimos: dois em alegorias e adereços e um em fantasia. O enredo confuso, panfletário, caça-likes perdeu apenas um décimo". Para a Veja, "numa avaliação técnica, a apresentação da Beija-Flor foi apenas mediana. Mas, no calor da empolgação popular, atraiu também o interesse dos jurados". Para a doutora em história Rosa Maria Araújo, presidente do Museu da Imagem e do Som do Rio, "o protesto político passou à frente da estética e da técnica".
Para a Folha de S.Paulo, "a Beija-Flor conquistou público e jurados com um desfile contestador apesar do 'teto de vidro' dentro da escola", lembrando que o bicheiro Aniz Abraão David é patrono e presidente de honra da agremiação. Em análise para o jornal O Globo, o poeta e jornalista Luis Turiba elogiou os desfiles de Beija-Flor e Paraíso do Tuiuti, mas apontou que o enredo da escola de Nilópolis "foi mais longe. Colocou o dedo no pus da ferida, ousou mais, focou com lentes de aumento o Brasil que vivemos".
Para Daniela Name, da Revista Caju, "a Beija-Flor fez um carnaval sem fio narrativo, em que as imagens vistas na avenida funcionaram como bolhas ou ilhas, ideias à deriva no curso do desfile. Foi assim com a farra dos guardanapos, crítica a Sergio Cabral. Foi assim também com as mortes dos policiais, com o prédio da Petrobras transformado em um conjunto retalhado de cenas urbanas, logo depois do navio e da geleira de Frankenstein. Foi assim também com a procissão de mendigos, mal amarrada homenagem a 'Ratos e Urubus', e com o arrastão promovido em uma das alas – vergonhosamente com praticamente todos os bandidos com a pele tão negra quanto a maioria dos componentes da comunidade de Nilópolis. A Beija-Flor não fez carnaval sequer para Desfile das Campeãs, mas disputou o título e, apoiada pelos erros de suas concorrentes diretas, acabou vencendo".

Num ano de eleições presidenciais no Brasil, o carnaval não ficou de fora da polarização política que tomou conta do país. Parlamentares de esquerda celebraram o desfile do Paraíso do Tuiuti, que criticou a reforma trabalhista do Governo Temer e debochou das manifestações pelo impeachment de Dilma Roussef, criando uma rivalidade com o desfile da Beija-Flor, apontado por sites e políticos de esquerda e alguns especialistas como um "desfile de direita", que exaltou a Operação Lava Jato, criminalizou políticos do PT e defendeu os anseios e angústias do empresariado, criticando a carga tributária e benefícios trabalhistas como FGTS e PIS.

## Premiações
| Pelo seu desfile, a Beija-Flor recebeu os seguintes prêmios: - Estrela do Carnaval 1. Melhor casal de mestre-sala e porta-bandeira (Claudinho e Selminha) - Gato de Prata 1. Melhor samba-enredo 2. Melhor enredo 3. Melhor casal de mestre-sala e porta-bandeira (Claudinho e Selminha) 4. Melhor diretor de carnaval (Laíla) 5. Melhor comunicação com o público: Neguinho da Beija-Flor - Plumas & Paetês Cultural 1. Melhor samba-enredo 2. Ferreiro (Claudio Fernandes) | - Prêmio SRzd 1. Melhor samba-enredo - Tamborim de Ouro 1. Melhor intérprete (Neguinho da Beija-Flor) - Troféu Sambario 1. Melhor samba-enredo - Troféu Sambista 1. Melhor harmonia - Troféu Vai Dar Samba 1. Melhor escola 2. Melhor enredo 3. Melhor casal de mestre-sala e porta-bandeira (Claudinho e Selminha) 4. Melhor conjunto de alegorias e adereços |

## Pós-vitória

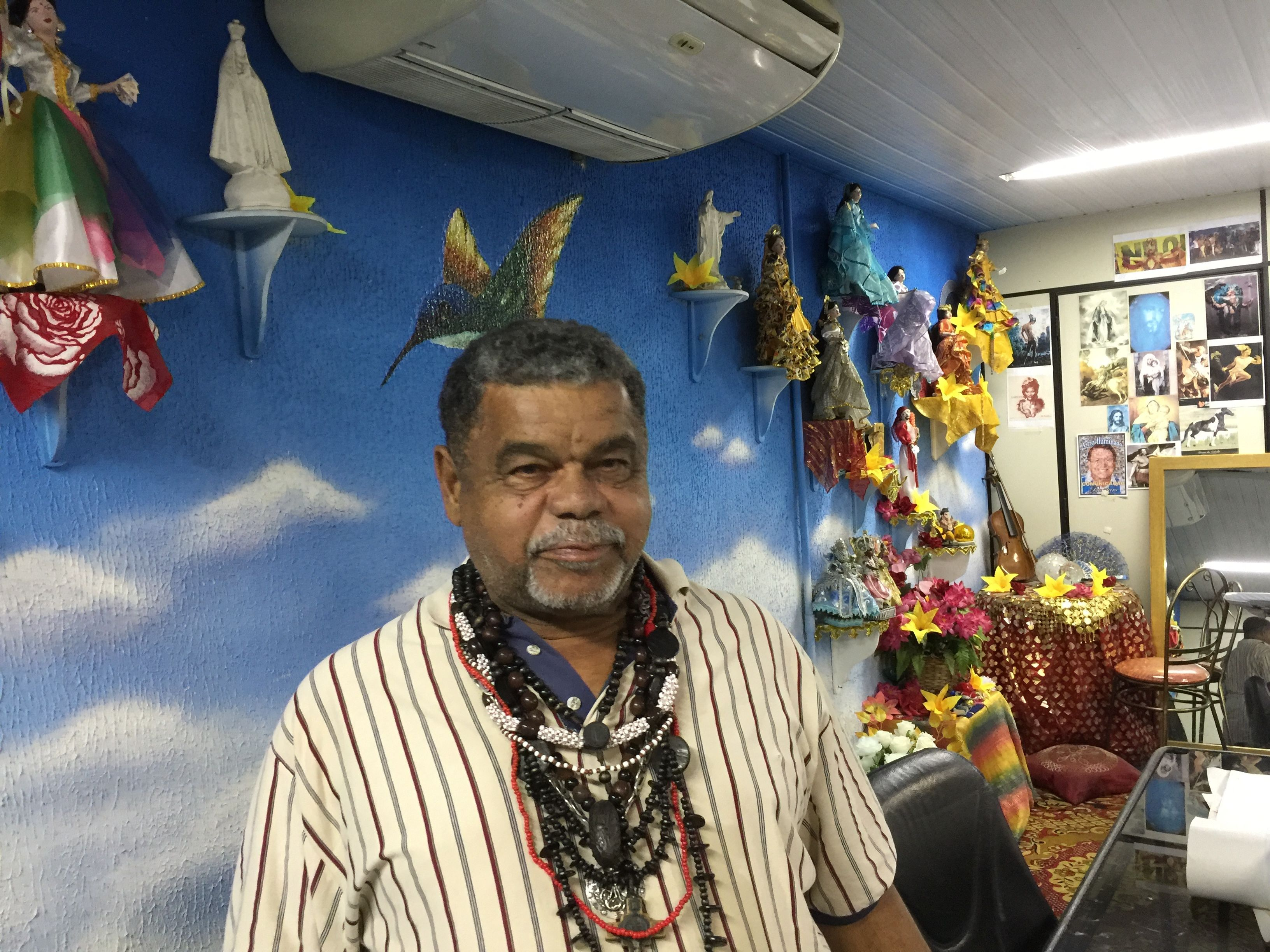
Laíla, histórico diretor da Beija-Flor, se despediu da escola após o título de 2018.

Após a vitória da Beija-Flor, Laíla fez críticas à perda de espaço no comando do carnaval da escola. O desabafo do diretor expôs o conflito interno dentro da agremiação após a ascensão de Gabriel David e suas ideias de modernização do desfile junto ao coreógrafo Marcelo Misailidis. Em 26 de fevereiro de 2018, cerca de uma semana após o Desfile das Campeãs, a Beija-Flor comunicou o desligamento "amigável" de Laíla, encerrando uma das maiores parcerias da história do carnaval carioca. Laíla teve três passagens pela escola, com a última durando 23 anos, além de oito títulos conquistados. Semanas depois, Laíla anunciou sua transferência para a Unidos da Tijuca. Em 2020, Laíla esteve na União da Ilha do Governador. Em 18 de junho de 2021, Laíla faleceu, aos 78 anos de idade, vítima da COVID-19.

No carnaval de 2019, a Beija-Flor manteve o estilo "moderno" adotado por Gabriel David e Marcelo Misailidis, e consagrado com o título de 2018. O desfile de 2019, que homenageou os setenta anos da escola, teve alas e alegorias coreografadas ao estilo da apresentação de 2018. O resultado, porém, foi bem diferente. A Beija-Flor obteve um dos piores resultados de sua história, se classificando em décimo primeiro lugar, perto da zona de rebaixamento. Para se recuperar do desastre de 2019, a escola voltou a apostar num estilo de desfile mais clássico, investindo no luxo que a caracterizou durante anos, voltando a conquistar boas colocações no Grupo Especial. Para o carnaval de 2020, a agremiação decidiu acabar com sua comissão de carnaval, montada por Laíla em 1998. Da comissão, apenas Cid Carvalho foi mantido na escola. Carnavalesco da Beija-Flor entre 2007 e 2011, Alexandre Louzada retornou à agremiação, formando dupla com Cid. Marcelo Misailidis voltou a se dedicar exclusivamente à função de coreógrafo da comissão de frente da escola.